# Лейбниц, Готфрид Вильгельм
Го́тфрид Ви́льгельм Ле́йбниц (Gottfried Wilhelm Leibniz или нем. Gottfried Wilhelm von Leibniz, МФА: [ˈɡɔtfʁiːt ˈvɪlhɛlm fɔn ˈlaɪbnɪts] или [ˈlaɪpnɪts]; 21 июня (1 июля) 1646 — 14 ноября 1716) — немецкий философ, логик, математик, механик, физик, юрист, историк, дипломат, изобретатель и языковед. Основатель и первый президент Берлинской академии наук, член Лондонского королевского общества (1673), иностранный член Французской академии наук.
Важнейшие научные достижения:
- независимо от Ньютона➤ создал математический анализ — дифференциальное и интегральное исчисления, основанные на бесконечно малых[18];
- создал комбинаторику как науку[19].
- заложил основы математической логики[8][11];
- описал двоичную систему счисления с цифрами 0 и 1[20].
- в механике ввёл понятие «живой силы» (прообраз современного понятия кинетической энергии) и сформулировал закон сохранения энергии[8];
- в психологии выдвинул понятие бессознательно «малых перцепций» и развил учение о бессознательной психической жизни[8].

Лейбниц также является завершителем философии XVII века и предшественником немецкой классической философии, создателем философской системы, получившей название монадология. Он развил учение об анализе и синтезе, впервые сформулировал закон достаточного основания (которому, однако, придавал не только логический (относящийся к мышлению), но и онтологический (относящийся к бытию) смысл: «… ни одно явление не может оказаться истинным или действительным, ни одно утверждение справедливым, — без достаточного основания, почему именно дело обстоит так, а не иначе…»); Лейбниц является также автором современной формулировки закона тождества; он ввёл термин «модель», писал о возможности машинного моделирования функций человеческого мозга. Лейбниц высказал идею о превращении одних видов энергии в другие, сформулировал один из важнейших вариационных принципов физики — «принцип наименьшего действия» — и сделал ряд открытий в специальных разделах физики.
Он первым обратился к вопросу о возникновении российской правящей династии, создал теорию исторического происхождения языков и дал их генеалогическую классификацию, явился одним из создателей немецкого философского и научного лексикона.
Лейбниц также ввёл идею целостности органических систем, принцип несводимости органического к механическому и высказал мысль об эволюции Земли.

## Биография

### Ранние годы
Готфрид Вильгельм родился 1 июля 1646 года в семье профессора философии морали (этики) Лейпцигского университета Фридриха Лейбнюца (нем. Friedrich Leibnütz или Leibniz; 1597—1652) и Катерины Шмукк (нем. Catherina Schmuck; 1621—1664), которая была дочерью выдающегося профессора юриспруденции Вильгельма Шмукка (1575—1634). Отец Лейбница был сербо-лужицкого происхождения. У Лейбница было шестеро старших сводных братьев и сестёр, в том числе Анна Розина Лейбниц (1629—1666), которая была замужем за суперинтендантом Генрихом Фрейслебеном (1628—1666) и Иоганн Фридрих Лейбниц (1632—1696). У Лейбница также была родная сестра Анна Катарина Лейбниц (1648—1672), которая была замужем за теологом Симоном Лёффлером (1627—1674).
Отец Лейбница очень рано заметил гениальность своего сына и старался развить в нём любознательность, часто рассказывая ему маленькие эпизоды из священной и светской истории; по словам самого Лейбница, эти рассказы глубоко запали ему в душу и были самыми сильными впечатлениями его раннего детства. Лейбницу не было и семи лет, когда он потерял отца; его отец умер, оставив после себя большую личную библиотеку. Лейбниц рассказывал:
Когда я подрос, мне начало доставлять чрезвычайное наслаждение чтение всякого рода исторических рассказов. Немецкие книги, которые мне попадались под руку, я не выпускал из рук, пока не прочитывал их до конца. Латинским языком я занимался сначала только в школе и, без сомнения, я продвигался бы с обычной медленностью, если бы не случай, указавший мне совершенно своеобразный путь. В доме, где я жил, я наткнулся на две книги, оставленные одним студентом. Одна из них была сочинением Ливия, другая — хронологическая сокровищница Кальвизия. Как только эти книги попали мне в руки, я проглотил их.
Кальвизия Лейбниц понял без труда, потому что у него была немецкая книга по всеобщей истории, где говорилось приблизительно то же самое, но при чтении Ливия он постоянно попадал в тупик. Лейбниц не имел понятия ни о жизни древних, ни об их манере писания; не привыкнув также к возвышенной риторике историографов, стоящей выше обыденного понимания, Лейбниц не понимал ни одной строки, но это издание было старинное, с гравюрами, поэтому он внимательно рассматривал гравюры, читал подписи и, мало заботясь о тёмных для него местах, попросту пропускал всё то, чего не мог понять. Он повторял это несколько раз и перелистывал всю книгу; забегая, таким образом, вперёд, Лейбниц стал немного лучше понимать прежнее; в восторге от своего успеха подобным образом он продвигался дальше, без словаря, пока ему, наконец, не стала вполне ясной большая часть прочитанного.
Учитель Лейбница вскоре заметил, чем занимается его ученик, и, не долго думая, он отправился к лицам, которым мальчик был отдан на воспитание, требуя, чтобы они обратили внимание на «неуместные и преждевременные» занятия Лейбница; по его словам, эти занятия были только помехой учению Готфрида. По его мнению, Ливий годился для Лейбница, как котурн для пигмея; он считал, что книги, годные для старшего возраста, надо отобрать у мальчика и дать ему «Orbis pictus» Коменского и «Краткий катехизис» Лютера. Он убедил бы в этом воспитателей Лейбница, если бы случайным образом свидетелем этого разговора не оказался один живший по соседству учёный и много путешествовавший дворянин, друг хозяев дома; поражённый недоброжелательством и глупостью учителя, который мерил всех одной мерой, он стал, напротив, доказывать, как было бы нелепо и неуместно, если бы первые проблески развивающегося гения были подавлены суровостью и грубостью учителя. Наоборот, он считал, что надо всеми средствами благоприятствовать этому мальчику, обещающему нечто необыкновенное; немедленно попросил он послать за Лейбницем, и когда, в ответ на его вопросы, Готфрид ответил толково, он до тех пор не отстал от родственников Лейбница, пока не заставил их дать обещание, что Готфрида допустят в библиотеку его отца, давно находившуюся под замком. Лейбниц писал:
Я торжествовал, как если бы нашёл клад, потому что сгорал от нетерпения увидеть древних, которых знал только по имени, — Цицерона и Квинтилиана, Сенеку и Плиния, Геродота, Ксенофонта и Платона, писателей Августова века и многих латинских и греческих отцов церкви. Всё это я стал читать, смотря по влечению, и наслаждался необычайным разнообразием предметов. Таким образом, не имея ещё двенадцати лет, я свободно понимал латынь и начал понимать по-гречески.

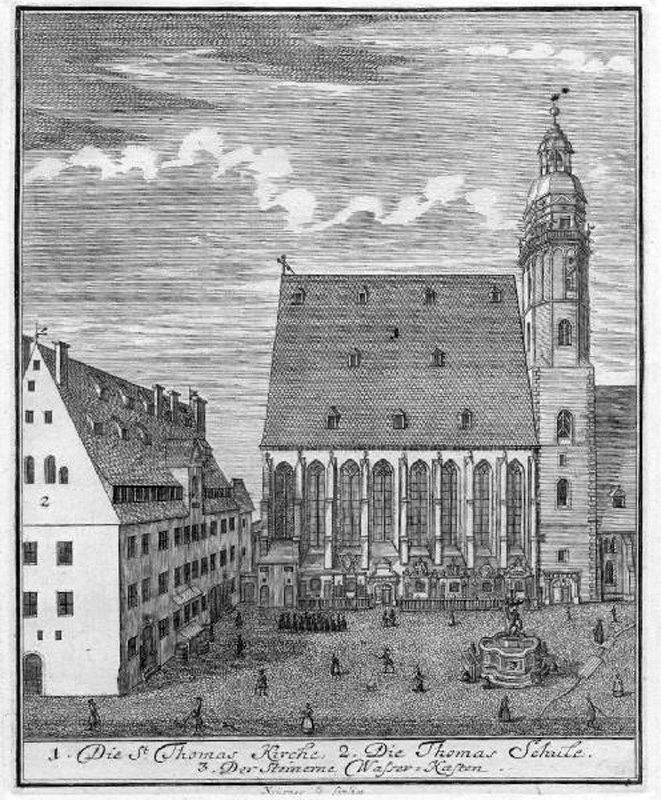
Церковь и Школа Святого Фомы (1723)

Этот рассказ Лейбница подтверждается и сторонними свидетельствами, доказывающими, что его выдающиеся способности были замечены и товарищами, и лучшими из преподавателей; Лейбниц особенно дружил в школе с двумя братьями Иттигами, которые были значительно старше его и считались в числе лучших учеников, а их отец был учителем физики, и Лейбниц любил его больше других учителей. Лейбниц учился в знаменитой Лейпцигской школе Святого Фомы.
Библиотека отца позволила Лейбницу изучить широкий спектр передовых философских и теологических работ, к которым он мог бы иметь доступ только в студенческие годы. В возрасте 12 лет Лейбниц был уже знатоком латыни; в возрасте 13 лет у него проявился поэтический талант, которого в нём никто не подозревал. В День Святой Троицы один ученик должен был прочесть праздничную речь по латыни, но он заболел, и никто из учеников не вызвался его заменить; друзья Лейбница знали, что он мастер писать стихи, и обратились к нему. Лейбниц взялся за дело и за один день сочинил триста гекзаметров латинского стиха для этого мероприятия, причём на всякий случай специально постарался избежать хотя бы единого стечения гласных; его стихотворение вызвало одобрения учителей, которые признали Лейбница выдающимся поэтическим талантом.
Лейбниц также увлекался Вергилием; до глубокой старости он помнил наизусть чуть ли не всю «Энеиду»; в старших классах его особенно отличал Якоб Томазий, однажды сказавший мальчику, что рано или поздно он приобретёт славное имя в научном мире. В четырнадцатилетнем возрасте Лейбниц также стал вдумываться в истинную задачу логики как классификации элементов человеческого мышления; он рассказывал об этом следующее:
Я не только умел с необычайною лёгкостью применять правила к примерам, чем чрезвычайно изумлял учителей, так как никто из моих сверстников не мог сделать того же; но я уже тогда во многом усомнился и носился с новыми мыслями, которые записывал, чтобы не забыть. То, что я записал ещё в четырнадцатилетнем возрасте, я перечитывал значительно позднее, и это чтение всегда доставляло мне живейшее чувство удовольствия.
Лейбниц видел, что логика подразделяет простые понятия на известные разряды, так называемые предикаменты (на языке схоластики предикамент означал то же самое, что и категория), и его удивляло, почему таким же образом не подразделяют сложные понятия или даже суждения так, чтобы один член вытекал или выводился из другого. Готфрид придумал собственные разряды, которые он тоже называл предикаментами суждений, образующими содержание или материал умозаключений, подобно тому, как обыкновенные предикаменты образуют материал суждений; когда он высказал эту мысль своим учителям, они не ответили ему ничего положительного, а лишь сказали, что «мальчику не годится вводить новшества в предметы, которыми он ещё недостаточно занимался».
В школьные годы Лейбниц успел прочесть всё более или менее выдающееся, что было в то время в области схоластической логики; интересуясь богословскими трактатами, он прочёл сочинение Лютера, посвящённое критике свободы воли, а также многие полемические трактаты лютеран, реформатов, иезуитов, арминиан, томистов и янсенистов. Эти новые занятия Готфрида встревожили его воспитателей, которые боялись, что он станет «хитроумным схоластиком». «Они не знали, — писал Лейбниц в своей автобиографии, — что мой дух не мог быть наполнен односторонним содержанием».

### Учёба в университетах

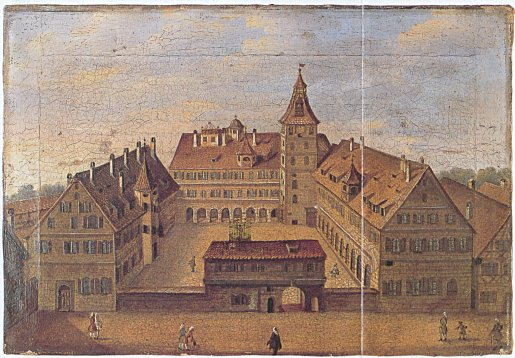
Альтдорфский университет (1714)

В 1661 году, в возрасте четырнадцати лет (по другим данным — в возрасте 15 лет), Готфрид сам поступил в тот же Лейпцигский университет, где когда-то работал его отец. По уровню подготовки Лейбниц значительно превосходил многих студентов старшего возраста. В свою бытность студентом Готфрид Вильгельм познакомился с работами Кеплера, Галилея и других учёных. Среди профессоров философии в Лейпциге был и Якоб Томазий, считавшийся человеком начитанным и имеющим выдающийся преподавательский талант. Сам Лейбниц признавал, что Томазий в существенной мере способствовал систематизации его разнородных, но разрозненных знаний; Томазий читал лекции по истории философии в то время, как другие читали только лекции по истории философов, и в лекциях Томазия Лейбниц обнаружил не только новые сведения, но и новые обобщения и новые мысли; эти лекции в значительной степени содействовали быстрому ознакомлению Готфрида с великими идеями конца XVI и начала XVII веков.
Спустя 2 года Лейбниц перешёл в Йенский университет, где изучал математику. Лейбниц слушал в Йене лекции математика Вейгеля, а также лекции некоторых юристов и историка Бозиуса, который пригласил его на собрания учебного общества, состоявшего из профессоров и студентов и называвшегося «коллегия пытливых». Среди тетрадей Лейбница была одна переплетённая в четверть листа с надписью золотыми буквами: «Отчёты о занятиях коллегии», однако в эту тетрадь им было внесено немногое; главной целью Готфрида в тот период были занятия юриспруденцией. О своих дальнейших занятиях Лейбниц рассказывал следующее:
Я бросил всё остальное и занялся тем, от чего ожидал наиболее плодов (то есть юриспруденцией). Я замечал, однако, что мои прежние занятия историей и философией значительно облегчили мне понимание юридической науки. Я был в состоянии без труда понимать все законы, и поэтому не ограничился теорией, но посмотрел на неё сверху вниз, как на лёгкую работу, и жадно ухватился за юридическую практику. У меня был приятель в числе советников лейпцигского надворного суда. Он часто приглашал меня к себе, давал мне читать бумаги и показывал на примерах, как должно судить.
В 1663 году Лейбниц опубликовал свой первый трактат «О принципе индивидуации» («De principio individui»), в котором защищал номиналистическое учение о реальности индивидуального, и получил степень бакалавра, а в 1664 году — степень магистра философии. Лучшие из профессоров оценили Лейбница, а особенно высокого мнения о нём был Якоб Томазий, который так высоко оценил первую диссертацию Готфрида, что сам написал к ней предисловие, в котором публично заявил, что считает Лейбница вполне способным к «труднейшим и запутаннейшим прениям». Затем Лейбниц изучал в Лейпциге право, однако получить докторскую степень там не удалось. Расстроенный отказом, Лейбниц отправился в Альтдорфский университет в Альтдорф-Нюрнберге, где успешно и защитил диссертацию на соискание степени доктора права. Диссертация была посвящена разбору вопроса о запутанных юридических делах и называлась «О запутанных судебных случаях» («De asibus perplexis injure»). Защита состоялась 5 ноября 1666 года; эрудиция, ясность изложения и ораторский талант Лейбница вызывали всеобщее восхищение; экзаменаторы были настолько восхищены красноречием Готфрида, что просили его остаться при университете, но Лейбниц отклонил это предложение, сказав, что «его мысли были обращены в совершенно ином направлении». В этом же году Лейбниц получил степень лиценциата.

### Жизнь в Нюрнберге
После получения степени доктора права Лейбниц некоторое время жил в Нюрнберге, куда его привлекла информация о знаменитом Ордене розенкрейцеров, во главе которого тогда стоял проповедник Вёльфер. Готфрид достал сочинения знаменитейших алхимиков и выписал из них самые тёмные, непонятные и даже варварски нелепые выражения и формулы, из которых он составил род учёной записки, в которой, по собственному признанию, сам ничего не мог понять. Эту записку он преподнёс председателю алхимического общества с просьбой принять его сочинение как явное доказательство основательного знакомства с алхимическими тайнами; розенкрейцеры немедленно ввели Лейбница в свою лабораторию и сочли его по меньшей мере адептом. Так Готфрид стал наёмным алхимиком, хотя и не имел должных знаний по этой дисциплине. За определённое годовое жалованье ему было поручено вести протоколы общества, и Лейбниц в течение некоторого времени был секретарём общества, вёл протоколы, занимался алхимическими опытами, записывая их результаты, и делал выдержки из знаменитых алхимических книг; многие члены общества даже обращались к Лейбницу за сведениями, а он, в свою очередь, за очень короткое время усвоил всю необходимую информацию. Готфрид никогда не сожалел о времени, проведённом в Ордене розенкрейцеров и много лет спустя писал:
Я не раскаиваюсь в этом. Впоследствии я, не столько по собственному влечению, сколько по желанию монархов, не раз предпринимал алхимические опыты. Моя любознательность не уменьшилась, но я сдерживал её в пределах благоразумия. А сколь многие споткнулись на этом пути и сели на мель как раз в то время, когда воображали, что плывут при попутном ветре!

### Политическая и публицистическая деятельность
В 1667 году Лейбниц поступил на службу к Майнцскому курфюрсту, в ведомство его министра Бойнебурга, где оставался до 1676 года, занимаясь политической и публицистической деятельностью, которая оставляла достаточное количество свободного времени для философских и научных исследований. Работа Лейбница требовала разъездов по всей Европе; в ходе этих путешествий он подружился с Гюйгенсом, который согласился обучать его математике. С 1672 по 1676 год Лейбниц был в Париже, где общался с Мальбраншем и Чирнгаузеном. К путешествию во Францию Лейбница побудила надежда склонить Людовика XIV к завоеванию Египта, которое должно было отвлечь честолюбивые замыслы Франции от немецких земель и в то же время нанести удар турецкому могуществу. В своём «египетском проекте» Готфрид Лейбниц писал следующее:
Франция добивается гегемонии в христианском мире. Наилучшим средством для достижения этой цели является покорение Египта. Нет экспедиции более лёгкой, безопасной, своевременной и способной поднять выше морское и торговое могущество Франции. Французскому королю следует взять пример с походов Александра Македонского. С незапамятных времён Египет, древняя страна, полная чудес и мудрости, имела высокое мировое значение. Это значение обнаруживалось много раз в эпоху персидских, греческих, римских и арабских мировых войн. С именем Египта соединены имена величайших завоевателей: Камбиз, Александр, Помпей, Цезарь, Антоний, Август, Омар — все добивались обладания Нилом.
По пути из Парижа в Германию Готфрид Вильгельм Лейбниц встречался в Голландии со Спинозой; там же он узнал и об открытиях Левенгука, которые сыграли важную роль в формировании его естественно-научных и философских воззрений. Лейбниц внёс вклад в политическую теорию и в эстетику.

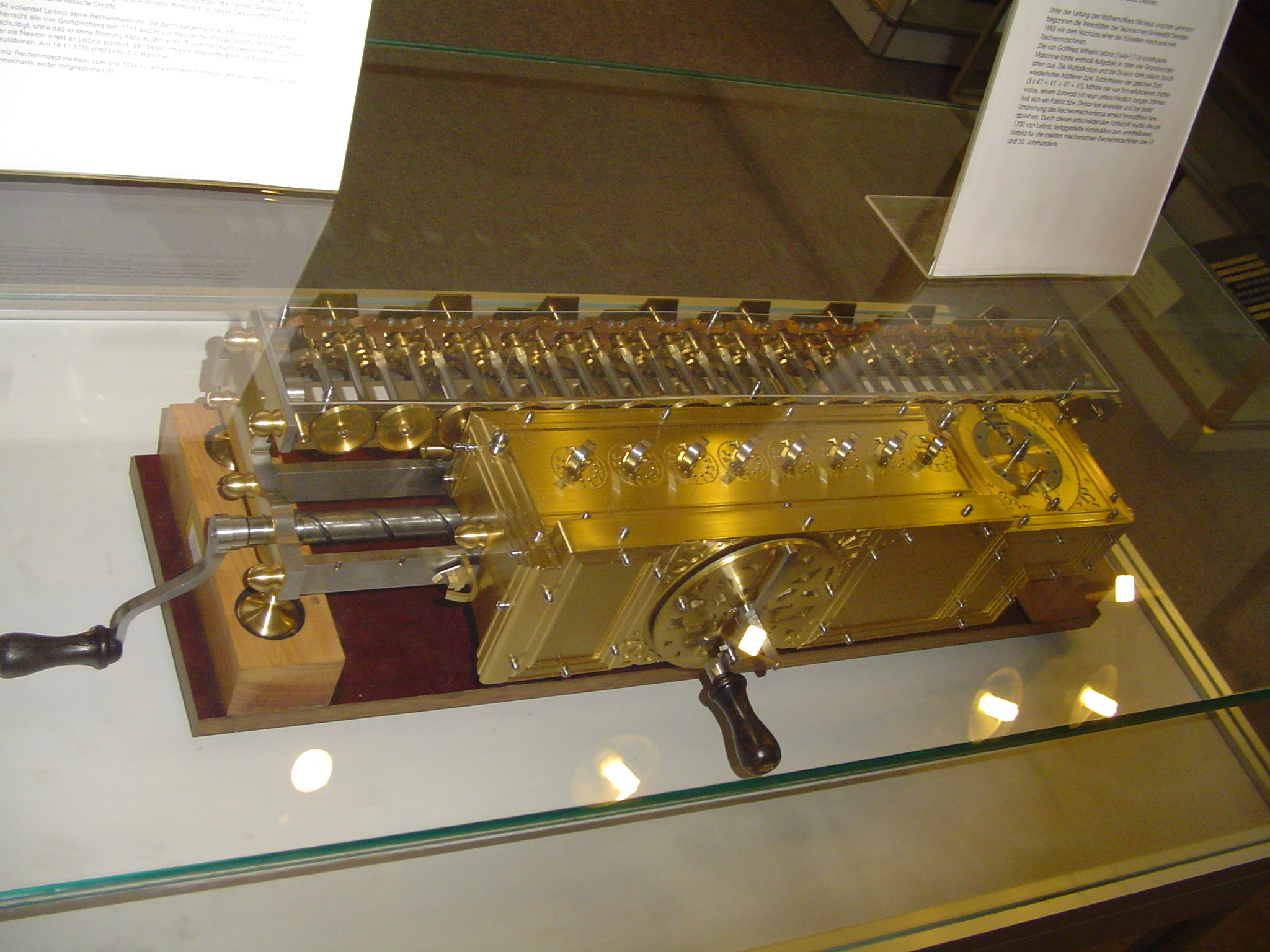
Копия механического калькулятора Лейбница в Немецком музее

### Научная деятельность
В 1666 году Готфрид Вильгельм Лейбниц написал одно из своих многочисленных сочинений — «Об искусстве комбинаторики» («De arte сombinatoria»). Опередив время на два века, 21-летний Лейбниц задумал проект математизации логики. Будущую теорию (которую он так и не завершил) он называет «всеобщая характеристика». Она включала все логические операции, свойства которых он ясно представлял. Идеалом для Лейбница было создание такого языка науки, который позволил бы заменить содержательные рассуждения исчислением на основе арифметики и алгебры: «… с помощью таких средств можно достичь… удивительного искусства в открытиях и найти анализ, который в других областях даст нечто подобное тому, что алгебра дала в области чисел». Лейбниц многократно возвращался к задаче «математизации» формальной логики, пробуя применять при этом арифметику, геометрию и комбинаторику — область математики, основным создателем которой являлся он сам; материалом для этого ему служила традиционная силлогистика, достигшая к тому времени высокой степени совершенства.
Лейбниц изобрёл собственную конструкцию арифмометра, гораздо лучше паскалевской, — он умел выполнять умножение, деление, извлечение квадратных и кубических корней, а также возведение в степень. «Посредством машины Лейбница любой мальчик может производить труднейшие вычисления», — сказал об этом изобретении Готфрида один из французских учёных.
В 1673 году Лейбниц в Лондоне на заседании Королевского общества продемонстрировал свой арифмометр, и его избрали членом Общества. От секретаря Общества Ольденбурга он получил изложение ньютоновских открытий: анализа бесконечно малых и теории бесконечных рядов. Сразу оценив мощь метода, он сам начал его развивать. В частности, он вывел первый ряд для числа {\displaystyle \pi }:
{\displaystyle {\frac {\pi }{4}}=1-{\frac {1}{3}}+{\frac {1}{5}}-{\frac {1}{7}}+{\frac {1}{9}}-} …
В 1675 году Лейбниц завершил свой вариант математического анализа, тщательно продумав его символику и терминологию, отражающую существо дела. Почти все его нововведения укоренились в науке, и только термин «интеграл» ввёл Якоб Бернулли (1690), сам Лейбниц вначале называл его просто суммой.
По мере развития анализа выяснилось, что символика Лейбница, в отличие от ньютоновской, отлично подходит для обозначения многократного дифференцирования, частных производных и т. д. На пользу школе Лейбница шла и его открытость, массовая популяризация новых идей, что Ньютон делал крайне неохотно.
В 1676 году вскоре после смерти курфюрста Майнцского Лейбниц перешёл на службу к герцогу Эрнесту-Августу Брауншвейг-Люнебургскому (Ганновер). Он одновременно выполнял обязанности советника, историка, библиотекаря и дипломата; этот пост он не оставлял до конца жизни. По поручению герцога Лейбниц начал работать над историей рода Гвельфов-Брауншвейгов. Он трудился над ней более тридцати лет и успел довести её до «тёмных веков».
В это время Лейбниц продолжил математические исследования, открыл «основную теорему анализа», обменивался с Ньютоном несколькими любезными письмами, в которых просил разъяснить неясные места в теории рядов. Уже в 1676 году Лейбниц в письмах изложил основы математического анализа. Объём его переписки колоссален: она достигала поистине астрономического числа — примерно 15 000 писем.
В 1682 году Лейбниц основал научный журнал «Acta Eruditorum», сыгравший значительную роль в распространении научных знаний в Европе. Готфрид Вильгельм поместил в этом журнале множество статей по всем отраслям знаний, преимущественно по юриспруденции, философии и математике. Кроме того, он печатал в нём извлечения из разных редких книг, а также рефераты и рецензии на новые научные сочинения и всячески содействовал привлечению новых сотрудников и подписчиков. Впервые «Acta Eruditorum» был опубликован в Лейпциге. Лейбниц привлекал к исследованиям своих учеников — братьев Бернулли, Якоба и Иоганна.
В 1698 году умер герцог Брауншвейгский. Его наследником стал Георг-Людвиг, будущий король Великобритании. Он оставил Лейбница на службе, но относился к нему пренебрежительно.
В 1700 году Лейбниц, действуя главным образом через королеву Софию Шарлотту, основал Берлинскую Академию наук и стал её первым президентом. Тогда же его избрали иностранным членом Французской Академии наук.

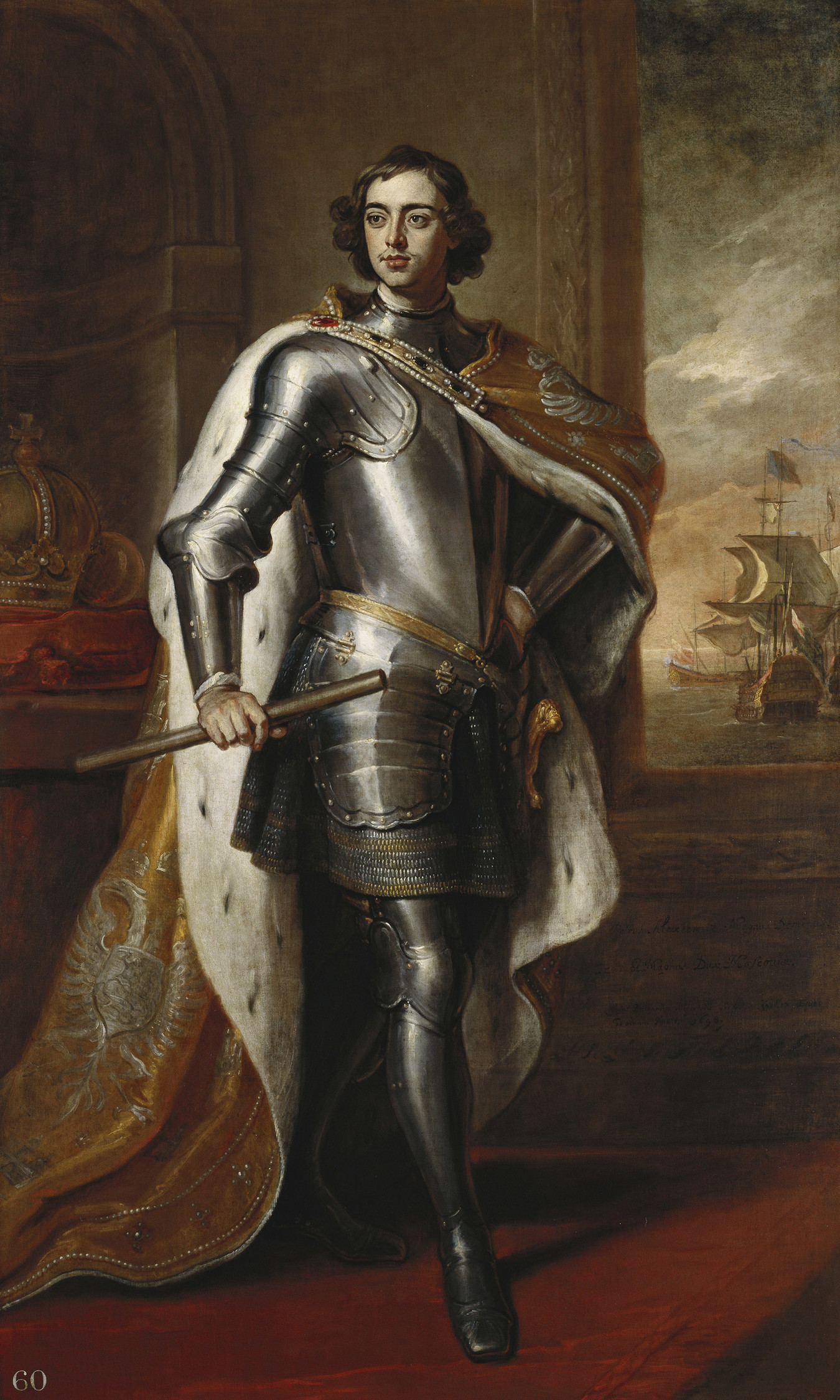
Пётр I. Портрет кисти Готфрида Кнеллера (1698)

### Лейбниц и Пётр I
В 1697 году во время путешествия по Европе русский царь Пётр I познакомился с Лейбницем. Это была случайная встреча в ганноверском замке Коппенбрюк. Позднее, после поражения русской армии при Нарве, Лейбниц сочинил в честь шведского короля стихотворение, в котором выразил надежду, что Карл XII победит Петра I и раздвинет шведскую границу «от Москвы до Амура». Во время торжеств в 1711 году, посвящённых свадьбе наследника престола Алексея Петровича с представительницей правящего ганноверского дома, принцессой Брауншвейгской Софией Христиной, состоялась их вторая встреча. На этот раз встреча имела заметное влияние на царя. В следующем году Лейбниц имел более продолжительные встречи с Петром, и, по его просьбе, сопровождал его в Теплице и Дрезден. Это свидание было весьма важным и привело в дальнейшем к одобрению Петром создания Академии наук в Петербурге, что послужило началом развития научных исследований в России по западноевропейскому образцу. От Петра Лейбниц получил титул тайного советника юстиции и пенсию в 2000 гульденов. Лейбниц выдвинул идею распространения научных знаний в России, предложил проект научных исследований в России, связанных с её уникальным географическим положением, таких, как изучение магнитного поля Земли. Также Лейбниц предложил проект движения за объединение церквей, которое должно было быть создано под эгидой русского императора. Лейбниц был очень доволен своими отношениями с Петром I. Он писал:
Покровительство наукам всегда было моей главной целью, только недоставало великого монарха, который достаточно интересовался бы этим делом.
В последний раз Готфрид Вильгельм Лейбниц встретил Петра в 1716 году незадолго до своей смерти; об этом свидании он писал следующее в письме Себастьяну Кортхольту от 3 июля 1716 года:

Я воспользовался несколькими днями, чтобы провести их с великим русским монархом; затем я поехал с ним в Герренгаузен подле Ганновера и был с ним там два дня. Удивляюсь в этом государе столько же его гуманности, сколько познаниям и острому суждению.
Оригинальный текст (лат.)Ego ad acidulas Pyrmontanas in aliquot dies profectus sum, ut magni Russorum Monarchae exporrecta gratia fruerer; eidem per biduum quod deinde Herenhusae prope
Hanoveram egit, adhaesi; miratus in tanto Principe non tantum humanitatem, sed et notitiam rerum et judicium acre.

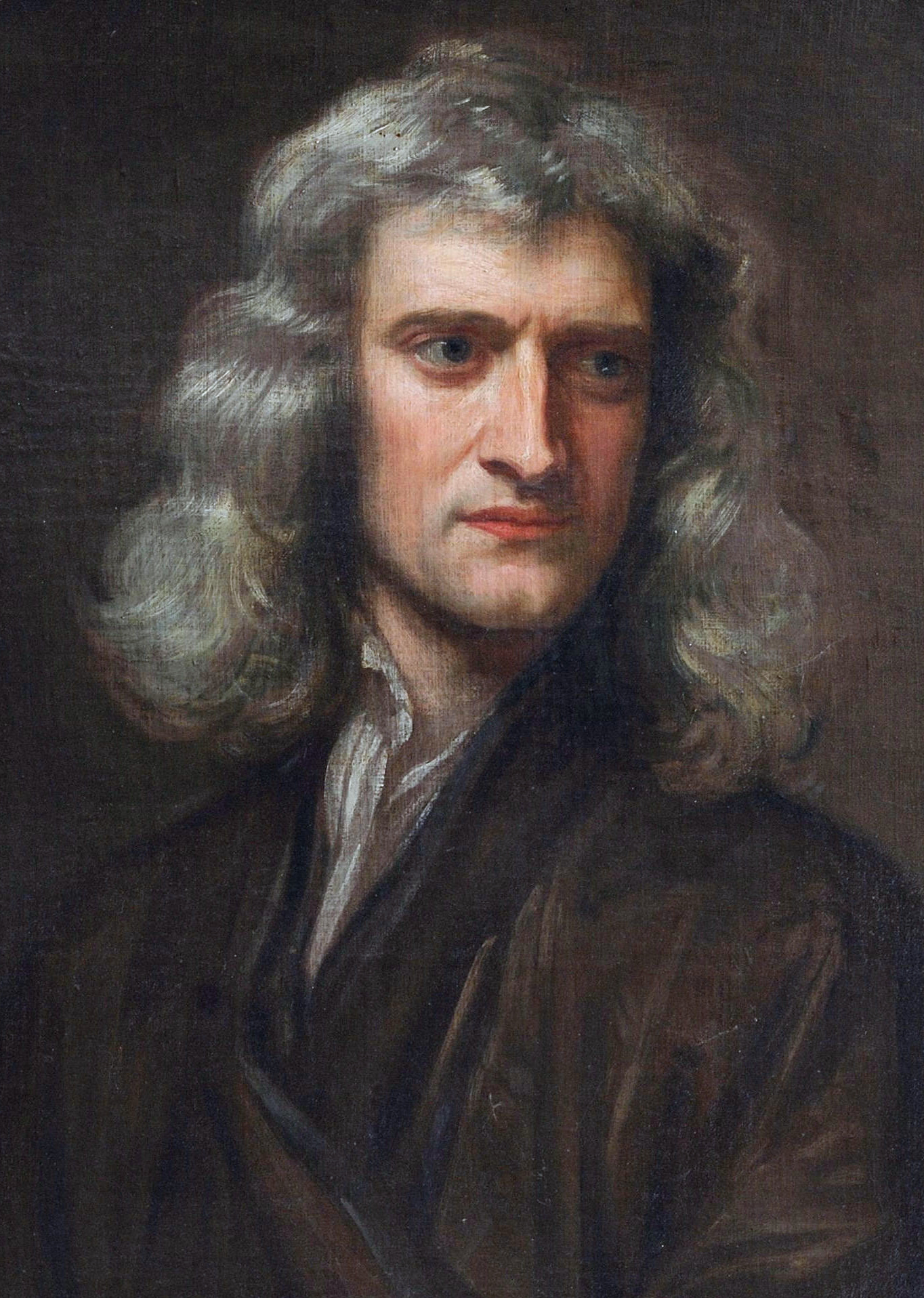
Портрет Исаака Ньютона кисти Кнеллера (1689)

### Спор между Лейбницем и Ньютоном

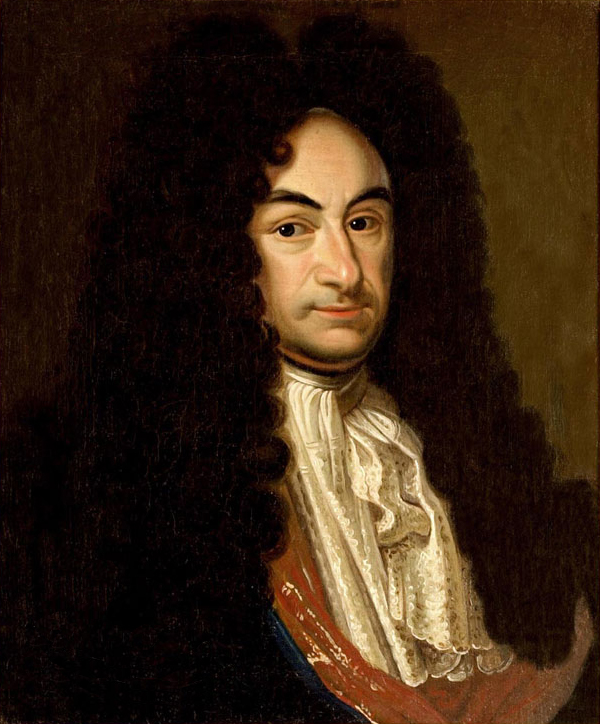
Портрет Готфрида Лейбница кисти Андреас Шейтс (1703 год)

В 1708 году вспыхнул печально известный спор Лейбница с Ньютоном о научном приоритете открытия дифференциального исчисления. Известно, что Лейбниц и Ньютон работали над дифференциальным исчислением параллельно и что в Лондоне Лейбниц ознакомился с некоторыми неопубликованными работами и письмами Ньютона, но пришёл к тем же результатам самостоятельно. Известно также, что Ньютон создал свою версию математического анализа, «метода флюксий» («флюксия» (англ. fluxion) — термин Ньютона; первоначально обозначалась точкой над величиной; термин «флюксия» означает «производная»), не позднее 1665 года, хотя и опубликовал свои результаты лишь много лет спустя; Лейбниц же первым сформулировал и опубликовал «исчисление бесконечно малых» и разработал символику, которая оказалась настолько удобной, что её используют и на сегодняшний день.
В 1693 году, когда Ньютон, наконец, опубликовал первое краткое изложение своей версии анализа, он обменялся с Лейбницем дружескими письмами. Ньютон сообщил:
Наш Валлис присоединил к своей «Алгебре», только что появившейся, некоторые из писем, которые я писал к тебе в своё время. При этом он потребовал от меня, чтобы я изложил открыто тот метод, который я в то время скрыл от тебя переставлением букв; я сделал это коротко, насколько мог. Надеюсь, что я при этом не написал ничего, что было бы тебе неприятно, если же это случилось, то прошу сообщить, потому что друзья мне дороже математических открытий.
После появления первой подробной публикации анализа Ньютона (математическое приложение к «Оптике», 1704) в журнале Лейбница «Acta eruditorum» появилась анонимная рецензия с оскорбительными намёками в адрес Ньютона; рецензия ясно указывала, что автором нового исчисления является Лейбниц, но сам Лейбниц решительно отрицал, что рецензия составлена им, однако историки нашли черновик, написанный его почерком. Ньютон проигнорировал статью Лейбница, но его ученики возмущённо ответили, после чего и разгорелась общеевропейская приоритетная война.
31 января 1713 года Королевское общество получило письмо от Лейбница, содержащее примирительную формулировку: он согласен, что Ньютон пришёл к анализу самостоятельно, «на общих принципах, подобных нашим»; Ньютон потребовал создать международную комиссию для прояснения научного приоритета. Лондонское королевское общество, рассмотрев дело, признало, что метод Лейбница в сущности тождествен методу Ньютона, и первенство было признано за английским математиком. 24 апреля 1713 года был произнесён этот приговор, раздосадовавший Лейбница.
Лейбница поддерживали братья Бернулли и многие другие математики континента; в Англии, а частично и во Франции, поддерживали Ньютона. Каролина Бранденбург-Ансбахская всеми силами, но безуспешно, пыталась примирить противников; она писала Лейбницу следующее:
С настоящим прискорбием вижу, что люди такой научной величины, как Вы и Ньютон, не могут помириться. Мир бесконечно мог бы выиграть, если бы можно было вас сблизить, но великие люди подобны женщинам, которые ссорятся из-за любовников. Вот моё суждение о вашем споре, господа!
В своём следующем письме она писала:
Удивляюсь, неужели, если Вы или Ньютон открыли одно и то же одновременно или один раньше, другой позднее, то из этого следует, чтобы вы растерзали друг друга! Вы оба — величайшие люди нашего времени. Доказывайте Вы нам, что мир не имеет нигде пустоты; Ньютон и Кларк пусть доказывают пустоту. Мы, графиня Бюккебург, Пёлльниц и я, будем присутствовать и изобразим в оригинале «Учёных женщин» Мольера.
В спор между Лейбницем и Ньютоном вмешивались разные третьестепенные учёные, из которых одни писали пасквили на Лейбница, а другие — на Ньютона. С лета 1713 года Европу наводнили анонимные брошюры, которые отстаивали приоритет Лейбница и утверждали, что «Ньютон присваивает себе честь, принадлежащую другому»; брошюры также обвиняли Ньютона в краже результатов Гука и Флемстида. Друзья Ньютона, со своей стороны, обвинили в плагиате самого Лейбница; по их версии, во время пребывания в Лондоне (1676) Лейбниц в Королевском обществе ознакомился с неопубликованными работами и письмами Ньютона, после чего изложенные там идеи Лейбниц опубликовал и выдал за свои.
Спор между Лейбницем и Ньютоном о научном приоритете стал известен как «наиболее постыдная склока во всей истории математики». Эта распря двух гениев дорого обошлась науке: английская математическая школа вскоре увяла на целый век, а европейская проигнорировала многие выдающиеся идеи Ньютона, переоткрыв их намного позднее.

### Последние годы

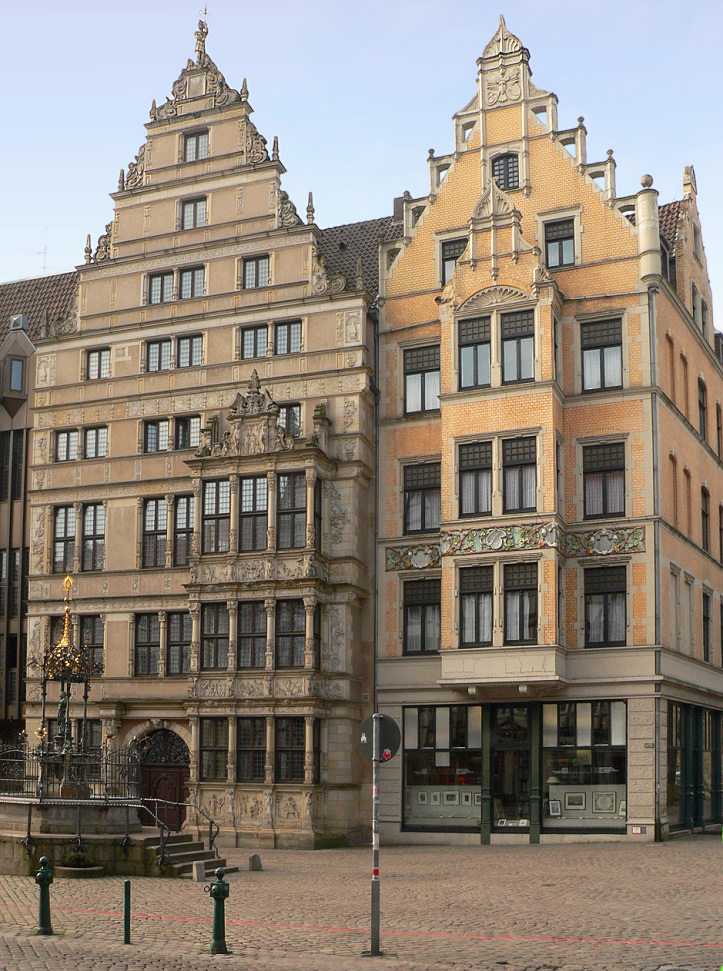
Дом Лейбница (Ганновер), в котором он жил с 29 сентября 1698 года вплоть до своей смерти 14 ноября 1716 года

Последние годы жизни Лейбница прошли печально и беспокойно. Сын Эрнста-Августа, Георг-Людвиг, наследовавший отцу в 1698 году, не любил Лейбница. Он смотрел на него только как на своего придворного историографа, стоившего ему много лишних денег. Их отношения охладели ещё сильнее, когда Георг-Людвиг под именем Георга I вступил на английский престол. Лейбниц хотел быть приглашённым к лондонскому двору, однако он встретил упорное сопротивление английских учёных, поскольку печально известный спор, который он вёл с Ньютоном, очень повредил ему во взгляде англичан; Лейбниц безуспешно пытался примириться с королём и привлечь его на свою сторону. Георг I постоянно делал Лейбницу выговоры за неаккуратное составление истории его династии; этот король обессмертил себя рескриптом на имя ганноверского правительства, где было официально выражено порицание Лейбницу, и знаменитый учёный публично был назван человеком, которому не следует верить. На этот рескрипт Лейбниц ответил полным достоинства письмом, в котором писал:
Никогда не думал, что первым моим актом по восшествии Вашего Величества на престол английский будет апология.
 Лейбниц написал девять десятых всего труда; он очень много работал, и его зрение страдало от архивных занятий, которые были ему не по возрасту. Тем не менее король утверждал, что Лейбниц ничего не делает и забывает свои обещания: его досадовало, что история не доведена до его собственного благополучного царствования.

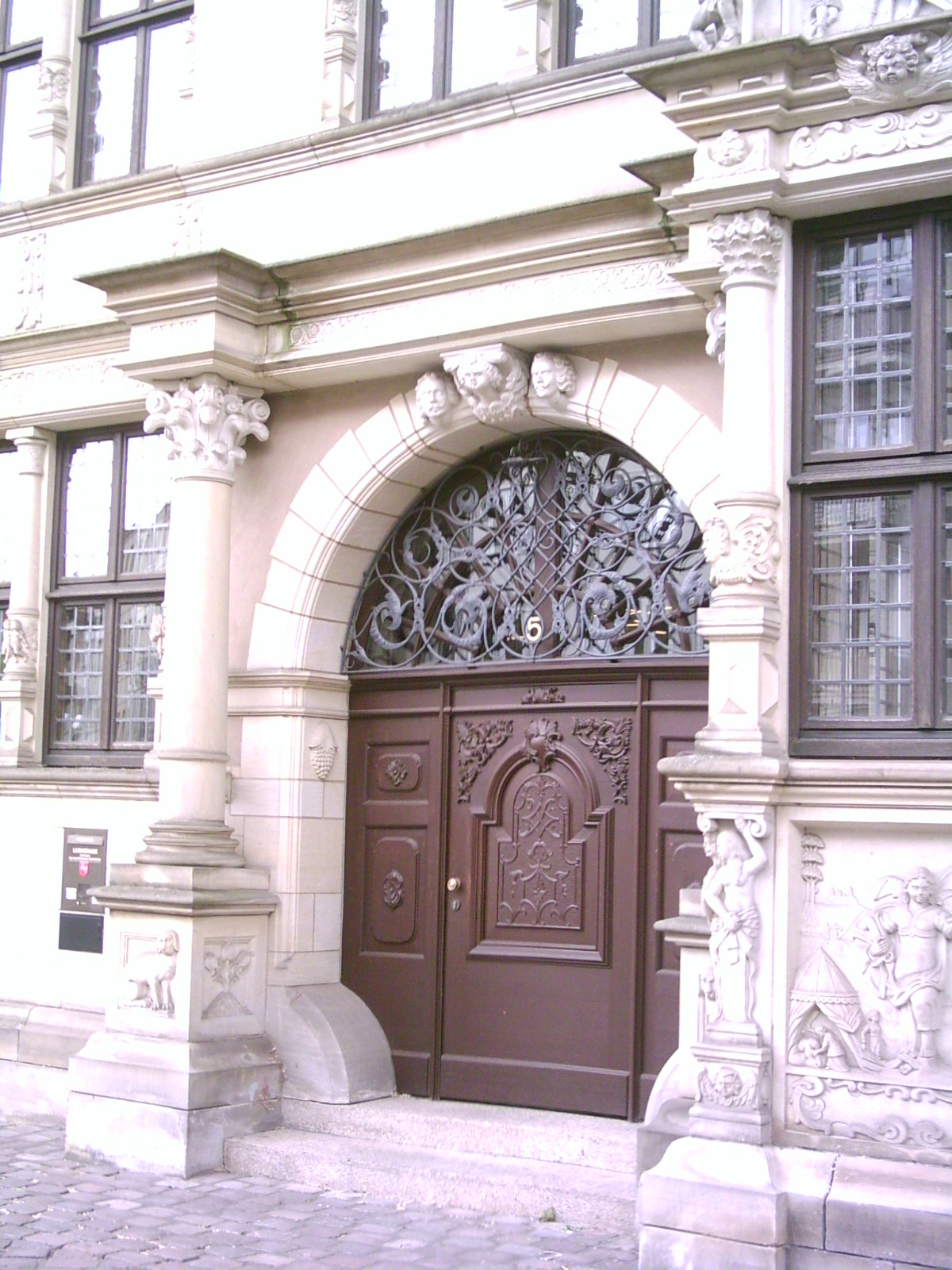
Дверь на фасаде дома Лейбница в Ганновере

Готфрид Вильгельм Лейбниц был окружён интригами придворных; его раздражали нападки ганноверского духовенства. Последние два года жизни в Ганновере были для Лейбница особенно тяжёлыми, он находился в постоянных физических страданиях; «Ганновер — моя тюрьма», — сказал он однажды. Приставленный к Лейбницу помощник, Георг Экгардт, при случае следил за Лейбницем в качестве шпиона, докладывая королю и его министру Бернсторфу, что Лейбниц по дряхлости недостаточно работает. Когда Лейбниц заболел продолжительной болезнью, Экгардт писал: «Ничто более не поставит его на ноги, вот если царь и ещё дюжина монархов дадут ему надежду на новые пенсии, тогда сразу начнёт ходить».
- 1716: в начале августа этого года Лейбницу стало лучше, и он решил наконец окончить брауншвейгскую историю[60]. Однако он простудился, у него был приступ подагры и ревматические боли в плечах; из всех лекарств Лейбниц доверял лишь одному, которое когда-то подарил ему один приятель, иезуит[60]. Но на этот раз Лейбниц принял слишком большую дозу и почувствовал себя плохо; прибывший врач счёл положение настолько опасным, что сам отправился в аптеку за лекарством, но во время его отсутствия Готфрид Вильгельм умер[60].

Никто из свиты ганноверского герцога не проводил Лейбница в последний путь, за гробом шёл только его личный секретарь. Берлинская академия наук, основателем и первым президентом которой он был, не обратила внимания на его смерть, однако год спустя Б. Фонтенель произнёс известную речь в его память перед членами Парижской академии наук.

## Оценки
В известной речи, произнесённой в память Лейбница перед членами Парижской академии наук, Бернар Ле Бовье де Фонтенель признал его одним из величайших учёных и философов всех времён.
«Он любил наблюдать, как расцветают в чужом саду растения, семена которых он предоставил сам» (Фонтенель).
Позднейшие поколения английских философов и математиков воздали должное достижениям Лейбница, компенсировав тем самым сознательное пренебрежение его кончиной со стороны Королевского общества.
Дени Дидро в «Энциклопедии» отметил, что для Германии Лейбниц был тем, чем для Древней Греции были Платон, Аристотель и Архимед, вместе взятые. Норберт Винер говорил, что, если бы ему предложили выбрать святого — покровителя кибернетики, то он выбрал бы Лейбница.

## Личные качества

### Умственные способности
Отличительной чертой Лейбница с самых ранних лет была его гениальность, которая не вписывалась в традиционные образовательные схемы. Трудные книги казались ему лёгкими, а лёгкие — трудными; если глубина изучаемого материала была недостаточна, то мысль Лейбница работала вхолостую, приводя к неэффективной растрате интеллекта. Вспоминая о школе, Готфрид Вильгельм Лейбниц писал главным образом о том, чему научился не в ней, а за её стенами. Он писал:
Две вещи принесли мне огромную пользу, хотя обыкновенно они приносят вред. Во-первых, я был, собственно говоря, самоучкой, во-вторых, во всякой науке, как только я приобретал о ней первые понятия, я всегда искал новое, часто просто потому, что не успевал достаточно усвоить обыкновенное…
Лейбниц считается одним из самых всеобъемлющих гениев за всю историю человечества. Его мысль внесла новое во многие существовавшие при нём отрасли знания. Считается, что список существенных достижений Лейбница почти так же велик, как список его видов деятельности. Однако в многосторонности Лейбница заключался источник и недостатков его деятельности: она была до некоторой степени отрывочна; он гораздо чаще открывал новые пути, чем проходил их до конца; смелости и богатству его планов не всегда отвечало их выполнение в подробностях. Он с необычайной лёгкостью усваивал иностранные языки. Достаточно глубоко прослеживается влияние наследственности на умственные способности Лейбница: с обеих сторон — и с отцовской, и с материнской — у него были предки, более или менее выдающиеся по своему умственному развитию.

### Черты характера
По мнению Бертрана Рассела, Лейбниц «был одним из выдающихся умов всех времён, но человеком он был неприятным». Рассел также писал, что «Лейбниц — скучный автор, и его влияние на немецкую философию сделало её педантичной и сухой». Однако, по характеристике Л. А. Петрушенко, Лейбниц производил в общем приятное впечатление, будучи по натуре миролюбивым, гуманным, мягким, великодушным, демократичным и доброжелательным человеком; обо всех людях он говорил только доброе и даже щадил своих врагов.
Душевное настроение Лейбница вполне гармонировало с его философским оптимизмом: он был почти всегда весел и оживлён; обо всех он отзывался хорошо, даже об Исааке Ньютоне до окончательной с ним ссоры. По словам самого Лейбница, у него был недостаток «цензорского духа»: почти любая книга ему нравилась, он искал и запоминал в ней лишь самое лучшее. Лейбниц обладал очарованием, хорошими манерами, чувством юмора и воображением. Он часто смеялся, даже тогда, когда, по его словам, это был лишь наружный, а не внутренний смех; он был обидчив, но не мстителен, и в нём легко было возбудить чувство сострадания.
Лейбниц был вспыльчив, но его гнев легко прекращался, он любил весёлую беседу, охотно путешествовал, любил и умел говорить с людьми всех званий и профессий, любил детей, искал общества женщин, но не думал о женитьбе. В 1696 году Лейбниц сделал предложение одной девушке, но она просила времени подумать. Тем временем 50-летний Лейбниц раздумал жениться и сказал: «До сих пор я воображал, что всегда успею, а теперь оказывается, что опоздал».
Готфрид Лейбниц был человеком разносторонних дарований и неутомимой энергии, он был весьма далёк от того типа уединённого мыслителя, какой представляли собой Декарт и Спиноза. По своему складу он был ближе к английскому лорду-канцлеру Фрэнсису Бэкону — дипломату, политику и светскому человеку.
Ещё в двенадцатилетнем возрасте Готфрид Вильгельм Лейбниц любил отыскивать во всём «единство и гармонию»; он понял, что цель всех наук одна и та же и что наука существует для человека, а не человек для науки; он пришёл к мысли, что отдельному человеку должно казаться наилучшим то, что плодотворнее всего для всеобщего.
По мнению многих биографов, Лейбниц был скуп, хотя сам он отрицал в себе корыстолюбие. Когда какая-нибудь фрейлина ганноверского двора выходила замуж, Лейбниц обычно преподносил ей то, что сам называл «свадебным подарком», состоящим из полезных правил, заканчивающихся советом не отказываться от умывания теперь, когда она заполучила мужа.

### Внешний вид, здоровье, привычки и образ жизни
На первый взгляд Лейбниц производил впечатление довольно невзрачного человека. Он был худощавым, среднего роста, с бледным лицом. Цвет его лица казался ещё более бледным из-за контраста с огромным чёрным париком, который он носил по обычаю того времени.
До 50-летнего возраста Лейбниц редко болел. От сидячего образа жизни и неправильного питания у него к этому времени развилась подагра. Медицину он уважал в принципе, но тогдашнее врачебное искусство ценил низко; в одном из писем он после прочтения книжки врача Беренса «О достоверности и трудности врачебного искусства» сказал: «Дай Бог, чтобы достоверность была так же велика, как и трудность».
Лейбниц очень любил сладкое, даже в вино он подмешивал сахар, но вообще пил мало вина. Ел он с большим аппетитом без особенного разбора, мог одинаково довольствоваться и скверным обедом, который ему приносили из гостиницы, и изысканными придворными блюдами, причём ел он не в какое-либо определённое время, а когда придётся, и спал тоже как придётся. Обыкновенно он ложился спать не раньше часу ночи и вставал не позднее семи часов утра; такой образ жизни Лейбниц вёл до глубокой старости, и часто случалось, что он засыпал в своём рабочем кресле от переутомления и так спал до самого утра. Готфрид Вильгельм Лейбниц был человеком, способным как к размышлению в течение нескольких дней, сидя на одном и том же стуле, так и к размышлению во время путешествий по дорогам Европы летом и зимой. Как писал Г. Крюгер, жизнь Лейбница протекала в неутомимой деятельности, но эта деятельность не была целеустремлённой, а жизнь его была «монадической», уединённой, вне сложившегося круга профессуры, однако Готфрид Вильгельм всегда был связан со многими исследователями. Лейбниц писал свои работы только по какому-либо определённому поводу; это были немногие резюмирующие наброски и бесчисленные письма.

## Философские взгляды

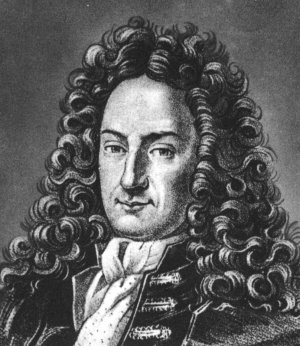
Готфрид Вильгельм Лейбниц (1646—1716)

В философии Лейбниц предпринял масштабную и плодотворную попытку «синтеза» античных, схоластических и картезианских идей на основе метода всеохватности и строгости рассуждений. В письме к Томазию Лейбниц писал: «…я не побоюсь сказать, что нахожу гораздо больше достоинств в книгах аристотелевской „Физики“, чем в размышлениях Декарта… Я осмелился бы даже прибавить, что можно сохранить все восемь книг аристотелевской физики без ущерба для новейшей философии…»; он также писал, что «большая часть того, что говорит Аристотель о материи, форме, …природе, месте, бесконечном, времени, движении, совершенно достоверно и доказано…».
Философия Лейбница завершила философию XVII века и предваряла немецкую классическую философию. В ходе Лейбниц подверг критическому переосмыслению взгляды Демокрита, Платона, Августина, Декарта, Гоббса, Спинозы и других; формирование его философской системы завершилось к 1685 году после двадцатилетнего развития. Хотя Лейбниц восхищался интеллектом Спинозы, он также был откровенно встревожен его заключениями. Со слов самого Лейбница, он принимал многое из прочитанного, что, по мнению современных исследователей, подтверждает способности Лейбница к синтезу разнообразных идей в создании собственной метафизики. Такой подход отличает Лейбница от Декарта: немецкий учёный не отказывался от схоластики, а, напротив, пытался совместить средневековые трактовки платонизма и аристотелизма с новыми научными методами — физикой, астрономией, геометрией, биологией. Платон, Аристотель, Плотин, Августин, Фома Аквинский и другие мыслители для Лейбница были не менее важны, чем Галилей, Кеплер, Кавальери, Валлис, Гюйгенс, Левенгук, Мальпиги и Сваммердам. Философские взгляды Лейбница не раз претерпевали изменения, но при этом они шли в направлении создания законченной системы, примиряющей противоречия и стремящейся учесть все детали действительности.
Лейбниц был человеком, увлекающимся китайской философией; интерес Лейбница к китайской философии был обусловлен тем, что она была похожа на его собственную. Историк Р. Хьюз полагает, что идеи Лейбница о «простой субстанции» и «предустановленной гармонии» возникли непосредственно под влиянием конфуцианства; на это указывает тот факт, что они возникли в тот период, когда он читал «Confucius Sinicus Philosophus».

### Философские принципы
Лейбниц считал слишком психологическим, и, следовательно, чрезмерно субъективным декартовский подход к истине — принцип очевидности, чёткости и определённости идей. Вместо очевидности Декарта он предложил в качестве критерия истины и объективности использовать логическое доказательство. Согласно Лейбницу, «критериями истинности суждений… являются правила обычной логики, какими пользуются и геометры: например, предписание принимать за достоверное лишь то, что подтверждено надёжным опытом или строгим доказательством». Ставя своей целью объективную истинность, Лейбниц частично принимал принцип очевидности, однако, в отличие от Декарта, отталкивался не от человеческого Я, а от Бога.
Важнейшими требованиями предложенной Лейбницем методологии были универсальность и строгость философских рассуждений; по Лейбницу, выполнимость этих требований обеспечивается наличием не зависящих от опыта «априорных» принципов бытия, к которым Лейбниц относил:
- непротиворечивость всякого возможного или мыслимого бытия (закон противоречия);
- логический примат возможного перед действительным (существующим); возможность бесчисленного множества непротиворечивых «миров»;
- достаточную обоснованность того факта, что существует именно данный мир, а не какой-либо другой из возможных, что происходит именно данное событие, а не другое (закон достаточного основания, см. принцип достаточного основания);
- оптимальность (совершенство) данного мира как достаточное основание его существования.

Согласно Лейбницу, разнообразие существующих вещей и действий природы оптимальным образом соотносится с их упорядоченностью, и в этом причина совершенства действительного мира, заключающегося в «гармонии сущности и существования». Онтологический принцип «минимум средств при максимуме результата» влечёт за собой в качестве следствия и ряд других принципов: единообразие законов природы (всеобщая взаимосвязь), закон непрерывности, принцип тождества неразличимых, кроме того, принципы всеобщего изменения и развития, простоты и полноты. По Лейбницу, существующий мир создан Богом как «наилучший из всех возможных миров».

### Монадология
Лейбниц — один из важнейших представителей новоевропейской метафизики, в центре внимания которой — вопрос о том, что такое субстанция. Лейбниц развивает систему, получившую название субстанциальный плюрализм, или монадология. Согласно Лейбницу, основаниями существующих явлений, или феноменов, служат простые субстанции, или монады (греч. μονάδα от др.-греч. μονάς, μονάδος — «единица», «простая сущность»). Все монады просты и не содержат частей. Их бесконечно много. Монады обладают качествами, которые отличают одну монаду от другой, двух абсолютно тождественных монад не существует. Это обеспечивает бесконечное разнообразие мира феноменов. Идею, согласно которой в мире не существует абсолютно схожих монад или двух совершенно одинаковых вещей, Лейбниц сформулировал как принцип «всеобщего различия» и в то же время как тождество «неразличимых», выдвинув тем самым глубоко диалектическую идею. Согласно Лейбницу, монады, саморазвёртывающие всё своё содержание благодаря самосознанию, являются самостоятельными и самодеятельными силами, которые приводят все материальные вещи в состояние движения. По Лейбницу, монады образуют умопостигаемый мир, производным от которого выступает мир феноменальный (физический космос).
Простые субстанции создаются Богом одномоментно, и каждая из них может быть уничтожена только вся сразу, за один момент, то есть простые субстанции могут получить начало только путём творения и погибнуть только через уничтожение, в то время как то, что сложно, начинается или кончается по частям. Монады не могут претерпеть изменения в своём внутреннем состоянии от действия каких-либо внешних причин, кроме Бога. Лейбниц в своей одной из итоговых работ, «Монадологии» (1714), использует следующее метафорическое определение автономности существования простых субстанций: «Монады вовсе не имеют окон и дверей, через которые что-либо могло бы войти туда или оттуда выйти». Монада способна к изменению своего состояния, и все естественные изменения монады исходят из её внутреннего принципа. Деятельность внутреннего принципа, которая производит изменение во внутренней жизни монады, называется стремлением.
Все монады способны к перцепции или восприятию своей внутренней жизни. Некоторые монады в ходе своего внутреннего развития достигают уровня осознанного восприятия, или апперцепции.

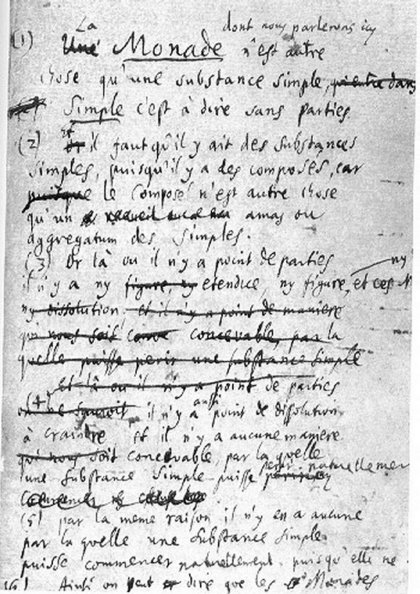
Первый лист работы Лейбница «Монадология»

Для простых субстанций, имеющих только восприятие и стремление, достаточно общего имени монады или энтелехии. Монады, имеющие более отчётливые восприятия, сопровождающиеся памятью, Лейбниц называет душами. При этом, согласно Лейбницу, не существует совершенно неодушевлённой природы. Поскольку никакая субстанция не может погибнуть, то она не может окончательно лишиться какой-либо внутренней жизни. Лейбниц говорит о том, что монады, которые основывают явления «неодушевлённой» природы, на самом деле находятся в состоянии глубокого сна. Минералы и растения — это как бы спящие монады с бессознательными представлениями.
Разумные души, составляя особое Царство Духа, находятся на особом положении. Бесконечный прогресс всей совокупности монад как бы представлен в двух аспектах. Первый — это развитие царства природы, где главенствует механическая необходимость. Второй — это развитие царства духа, где основным законом является свобода. Под последней Лейбниц понимает, в духе новоевропейского рационализма, познание вечных истин. Души в системе Лейбница представляют, по его собственному выражению, «живые зеркала Вселенной». Однако разумные души представляют собой вместе с тем отображения самого Божества, или самого Творца природы.
В каждой монаде в потенциале свёрнута целая Вселенная. Лейбниц причудливо комбинирует атомизм Демокрита с различием актуального и потенциального у Аристотеля. Жизнь появляется тогда, когда атомы пробуждаются. Эти же монады могут достигать уровня самосознания (апперцепции). Разум человека — это тоже монада, а привычные атомы — это спящие монады. Монада обладает двумя характеристиками — стремлением и восприятием.
Лейбниц делает утверждение, что пространство и время субъективны — это способы восприятия, свойственные монадам. В этом Лейбниц повлиял на Иммануила Канта, в философской системе которого время рассматривается как априорная, то есть доопытная форма чувственного созерцания. Кант писал: «Время не есть эмпирическое понятие, выводимое из какого-нибудь опыта… Время есть чистая форма чувственного созерцания… Время есть не что иное, как форма внутреннего чувства, то есть созерцания нас самих и нашего внутреннего состояния… Время есть априорное формальное условие всех явлений вообще… Пространство и время, вместе взятые, суть чистые формы всякого чувственного созерцания, и именно благодаря этому возможны априорные синтетические положения».
Лейбниц, раскрывая содержание понятия времени, использовал термин «феномен»; он объяснял, что пространство и время — не реальности, существующие сами по себе, а феномены, вытекающие из существования других реальностей; согласно Лейбницу, пространство представляет собой порядок размещения тел, то, посредством чего они, сосуществуя, обретают определённое местоположение относительно друг друга; время представляет собой аналогичный порядок, который относится уже к последовательности тел, и что, если бы не было живых созданий, пространство и время остались бы только в идеях Бога. Эта концепция была особенно чётко выражена в письмах Лейбница ньютонианцу С. Кларку. Ю. Б. Молчанов предложил называть эту концепцию реляционной.
В концепции времени Лейбница определённую роль играют малые восприятия, характерные для отдельно взятой монады. Лейбниц писал:
…действие …малых восприятий гораздо более значительно, чем это думают. Именно они образуют те, не поддающиеся определению вкусы, те образы чувственных качеств, ясных в совокупности, но не отчётливых в своих частях, те впечатления, которые производят на нас окружающие нас тела и которые заключают в себе бесконечность, — ту связь, в которой находится каждое существо со всей остальной Вселенной. Можно даже сказать, что в силу этих малых восприятий настоящее чревато будущим и обременено прошедшим, что всё находится во взаимном согласии… и что в ничтожнейшей из субстанций взор, столь же проницательный, как взор божества, мог бы прочесть всю историю Вселенной…
При жизни Лейбница «Монадология» не публиковалась. Поскольку в авторском тексте работы названия не было, имеются публикации с различными названиями. Впервые это сочинение было издано на немецком языке в переводе Г. Келера: «Lehrsätze über die Monadologie…», Frankf.-Lpz., 1720, и переиздано в 1740 году. Затем вышел латинский перевод под названием «Principia philosophiae…» в «Acta eruditorum Lipsiae publicantur». Supplemente, t. 7, sect. 11, 1721. Французский оригинал работы был издан Эрдманном вместе с «Новыми опытами» лишь в 1840 году («Opera philosophica…», Bd. 1—2, В.). Лучшие издания оригинала принадлежат Гюйо (1904) и Робине (1954). Лучшим немецким изданием считается издание 1956 года.

### Опыты теодицеи
Работа «Опыты теодицеи» (слово «теодицея» (новолат. theodicea) означает «богооправдание») была попыткой Лейбница примирить его личную философскую систему с его интерпретацией догматов христианства. Целью этой работы было намерение показать, что зло в мире не противоречит благости Бога, и что, действительно, несмотря на многие бедствия, этот мир является лучшим из всех возможных миров.
В своей работе «Опыты теодицеи» Лейбниц указывал следующее:
Время будет состоять в совокупности точек зрения каждой монады на самое себя, как пространства — в совокупности точек зрения всех монад на Бога. Гармония производит связь как будущего с прошедшим, так и настоящего с отсутствующим. Первый вид связи объединяет времена, а второй — места. Эта вторая связь обнаруживается в единении души с телом, и вообще в связи истинных субстанций между собой. Но первая связь имеет место в преформации органических тел, или, лучше всех тел…
Лейбниц писал, что зло можно понимать метафизически, физически и морально; по Лейбницу, метафизическое зло состоит в простом несовершенстве, физическое зло — в страдании, а моральное — в грехе. Лейбниц указывал, что Бог прежде всего желает блага, а затем — наилучшего; в отношении к сущности зла Бог совершенно не желает морального зла и вовсе не желает физического зла, или страданий. Физического зла Бог часто желает лишь как должного наказания за вину, а также часто для предупреждения бо́льших зол и для достижения наибольших благ. Лейбниц писал, что «наказание равным образом служит и в качестве примера, и в качестве устрашения, и зло часто ведёт к большему ощущению добра и иногда также приводит к большему совершенству того, кто его творит, как и посеянное семя при прорастании подвергается некоторого рода порче». Что касается морального зла, или греха, то очень часто случается, что оно может служить средством для приобретения блага или для прекращения другого зла, но это, однако, не делает его удовлетворительным объектом божественной воли; оно допустимо или позволительно лишь по той причине, чтобы человек, не желающий позволить кому-либо другому согрешить, мог предотвратить это, сам совершив моральное зло, подобно тому, как офицер, обязанный охранять важный пост, оставляет его, чтобы прекратить ссору в городе между двумя гарнизонными солдатами, готовыми убить друг друга. Иными словами, в своей работе Лейбниц указывал, что, несмотря на идеальную божественную предусмотренность всего происходящего, в мире господствует абсолютная свобода воли, из-за чего возможно зло. В то же время, согласно Лейбницу, Бог предопределил все закономерности мира, изначально установил необходимое и всеобщее соответствие душ и тел, свободы и необходимости, например, допустил зло, чтобы выразить добро, и, таким образом, создал «совершеннейший из всех возможных миров». Эта попытка Лейбница примирить фатализм с признанием свободы воли, объяснить наличие зла и дать ему оправдание в духе оптимизма была саркастически подвергнута критике Вольтером в его «Кандиде».
Природу Лейбниц толковал как привычку Бога. В понимании Лейбница, Бог — это как бы актуальная бесконечность человеческого духа, полная реализация чистого познания, которая не осуществима для человека. Бог представляет собой творческую монаду, обладающую свойством актуального абсолютного мышления. Бог есть первомонада, все другие монады — её излучения. Бог свободен от страдательных, то есть бессознательных, состояний; он является источником вечных истин и предустановленной мировой гармонии, залога совершенства мироздания. Предустановленная гармония, как взаимно однозначное соответствие между монадами, была изначально установлена Богом, когда он избрал для существования «наилучший из возможных миров». В силу предустановленной гармонии, хотя ни одна монада не может влиять на другие, так как монады как субстанции не зависят друг от друга, тем не менее развитие каждой из них находится в полном соответствии с развитием других и всего мира в целом. Это происходит благодаря заложенной Богом способности монад представлять все другие монады и весь мир.
С помощью понятия предустановленной гармонии Лейбниц в духе окказионализма разрешает столь трудную для рационализма XVII века проблему связи души и тела, восходящую к учению Декарта. Как теист, Готфрид Вильгельм Лейбниц допускал постоянное воздействие Бога на течение мировых процессов, но отвергал его влияние на изменения в сотворённых монадах и сближал в духе деизма «Бога-творца» с «сотворённым миром», отрицал личного человекообразного Бога. Согласно Лейбницу, высшую монаду-бога не следует чрезмерно уподоблять низшей — духу человека.

### Критика учения Локка о душе как «чистой доске»
В теории познания и психологии рационалист Лейбниц подверг критике учение представителя эмпиризма Джона Локка о душе как «чистой доске» (лат. tabula rasa), на которую лишь опыт наносит свои письмена. Лейбниц пытался найти компромиссную позицию между декартовским рационализмом и локковским эмпиризмом и сенсуализмом. В соответствии с представлениями Лейбница, душа ещё до всякого реального опыта имеет свои индивидуальные особенности, предрасположения, от которых зависит приём внешних впечатлений. Тезису эмпиризма, согласно которому нет ничего в разуме, чего до этого не было бы в чувствах («nihil est in intellectu, quod non fuerit in sensu»), он противопоставил утверждение: в разуме нет ничего, чего раньше не было бы в чувствах, кроме самого разума. Лейбниц полагал, что ум обладает прирождённой способностью к познанию некоторых фундаментальных принципов, однако, в отличие от «врождённых идей» Декарта, эта способность не дана в готовом виде, но есть лишь задаток, «предрасположенность». Предметом подобного познания в области идей являются высшие бытийные категории, такие, как «Я», «тождество», «бытие», «восприятие», в сфере истин — всеобщие и необходимые логические и математические истины.

### Восприятие идей Лейбница
Готфрид Вильгельм Лейбниц являл собой важнейший авторитет в германской философии докантовского периода. Ученику Лейбница Христиану фон Вольфу и его школе принадлежит большая заслуга в систематизации и популяризации в Германии лейбницевских философских идей. Многие из этих идей получили свою рецепцию в немецкой классической философии. В творчестве ряда философов-идеалистов XX столетия, относившихся к персонализму, а также некоторым другим школам (Эдмунд Гуссерль, Альфред Норт Уайтхед), развивались принципы «монадологии».
Идеи Лейбница отразились на миросозерцании поэтов «Бури и натиска», на эстетических взглядах Лессинга, на мировоззрении Гёте и Шиллера. Учение Лейбница об органическом единстве всех вещей мира и их развитии было воспринято Шеллингом и нашло своё выражение в его натурфилософии. Существенные черты лейбницевского идеализма возродились в объективном идеализме Гегеля (деятельная, духовная монада Лейбница — это прообраз саморазвивающейся идеи Гегеля). Под воздействием идей Лейбница формировались также учения Гербарта, Бенеке, Лотце, Тейхмюллера, Вундта и Ренувье. Фейербах высоко ценил учение Лейбница о деятельной силе самодвижения как основном и самом существенном определении субстанции и вместе с тем отметил, что теология извращает его лучшие мысли. Высоко оценивал Лейбница как выдающегося мыслителя и Ломоносов, который, однако, резко критиковал его монадологию как «мистическое учение». Метафизика Лейбница возродилась в России в учениях А. А. Козлова, С. А. Аскольдова, Л. М. Лопатина, Н. О. Лосского и С. А. Левицкого

## Научная деятельность

### Логика

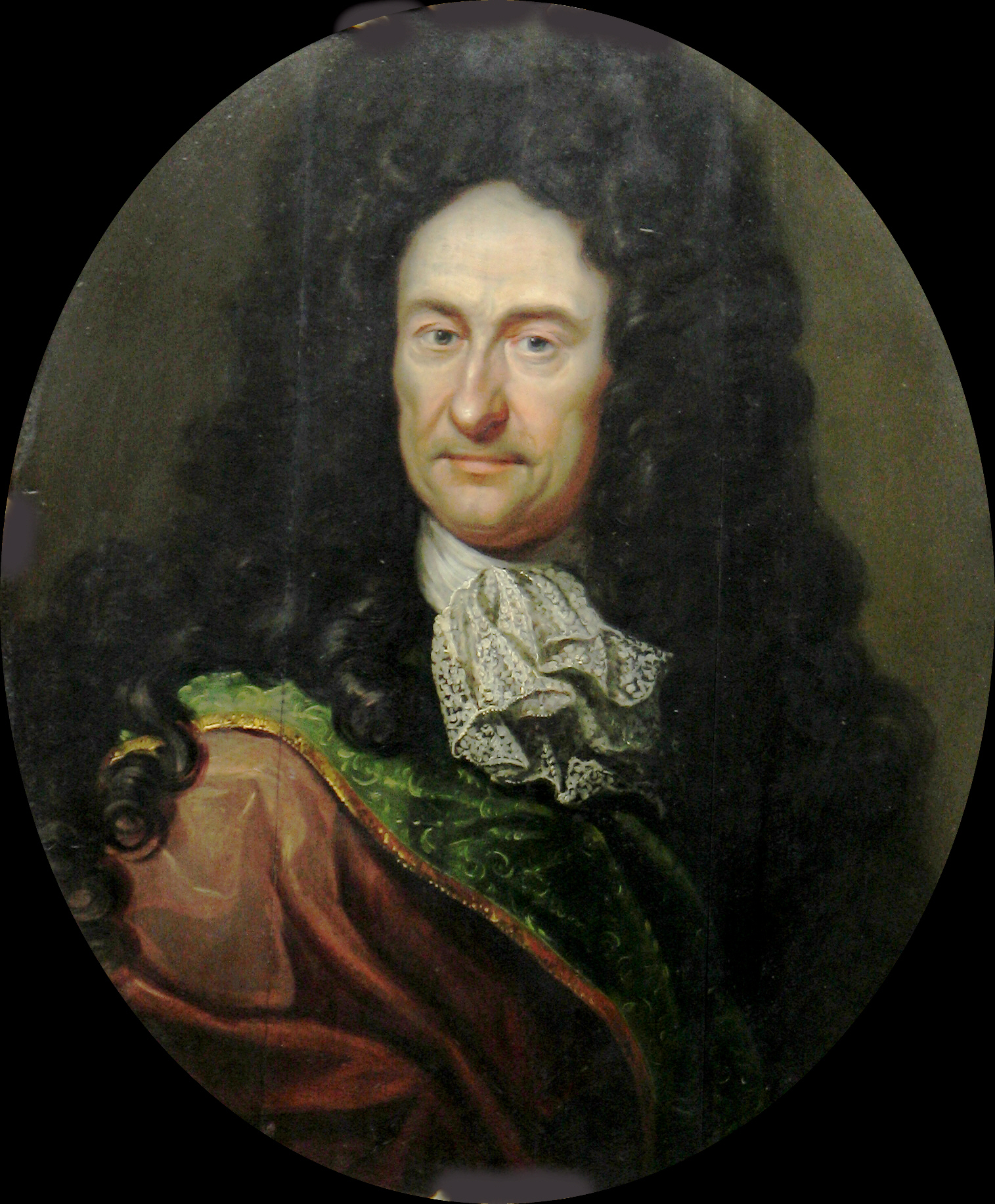
Портрет Лейбница работы Иоганна Фридриха Вентцеля, около 1700

В области логики Готфрид Вильгельм Лейбниц разрабатывал учение об анализе и синтезе. Логику он понимал как науку о всех возможных мирах. Лейбницу принадлежит первая в истории формулировка закона достаточного основания; он также является автором принятой в современной логике формы выражения закона тождества. Закон тождества он считал высшим принципом логики. «Природа истины вообще состоит в том, что она есть нечто тождественное».
Сформулированный Лейбницем закон тождества в настоящее время используется в большинстве современных логико-математических исчислений. С законом тождества связан принцип подстановки эквивалентных: «Если А есть В и В есть А, тогда А и В называются „тем же самым“. Или: А и В есть то же самое, если они могут быть подставлены один вместо другого».
Для Лейбница принципы тождества, подстановки эквивалентных и противоречия — это основные средства всякого дедуктивного доказательства; опираясь на них, Лейбниц предпринял попытку доказать некоторые так называемые аксиомы. Он считал, что аксиомы — это недоказуемые предложения, представляющие собой тождества, но в математике далеко не все положения, выдаваемые за аксиомы, представляют собой тождества, а потому их, с точки зрения Лейбница, необходимо доказывать. Введённый Лейбницем критерий отождествления и различения имён соответствует в известной мере современному различению между смыслом и значением имён и выражений, например, широко известный пример с эквивалентностью выражений «сэр Вальтер Скотт» и «автор Веверлея», восходящий к Расселу, буквально повторяет эту мысль Лейбница.
Единой системы обозначений Лейбниц не выработал, наиболее разработано им исчисление «плюс — минус». Удачным оказалось предложенное Лейбницем для вывода правильных модусов силлогизмов представление суждений посредством параллельных отрезков или кругов («Опыт доказательной силлогистики» в книге «Opuscules et fragments inédits de Leibniz»). Важное место у Лейбница занимала защита объекта и метода формальной логики. Он писал Г. Вагнеру следующее:
… хотя г-н Арно в своём искусстве мышления утверждал, что люди редко ошибаются в форме, а почти исключительно в сути, в действительности дело обстоит совсем иначе и уже г-н Гюйгенс вместе со мной заметил, что обычно математические ошибки, называемые паралогизмами, вызываются неряшливостью формы. И, конечно, не пустяк то, что Аристотель вывел для этих форм строгие законы и тем самым оказался первым, кто вне математики писал математически.
Лейбниц выступил создателем наиболее полной для его времени классификации определений, кроме того, он разработал теорию генетических определений. В своём труде «Об искусстве комбинаторики», написанном в 1666 году, Лейбниц предвосхитил некоторые моменты современной математической логики. Комбинаторикой Лейбниц называл развитую им под влиянием Р. Луллия идею «великого искусства» открытия, которая, опираясь на очевидные «первые истины», позволяла бы логически вывести из них всю систему знания. Эта тема стала у Лейбница одной из ключевых и на протяжении всей жизни он разрабатывал принципы «универсальной науки», от которой, по его словам, «в наибольшей степени зависит благополучие человечества».
Готфриду Вильгельму Лейбницу принадлежит авторство идеи использования математической символики в логике и построений логических исчислений. Он выдвинул задачу фундирования математических истин на общелогических принципах, а также предложил применить бинарную, то есть двоичную, систему счисления для целей вычислительной математики. Лейбниц обосновал значение рациональной символики для логики и для эвристических заключений; он утверждал, что познание сводится к доказательствам утверждений, находить же доказательства необходимо по определённому методу. Согласно Лейбницу, сам по себе математический метод не достаточен, чтобы открыть всё то, что мы ищем, но он предохраняет от ошибок. Последнее объясняется тем, что в математике утверждения формулируют с помощью определённых знаков и действуют по определённым правилам, а проверка, возможная на каждом этапе, требует «только бумаги и чернил». Лейбниц также впервые высказал идею о возможности машинного моделирования человеческих функций, ему принадлежит и сам термин «модель».
Лейбниц внёс большой вклад в разработку понятия «необходимость». Необходимость он понимал как то, что должно быть обязательно. Согласно Лейбницу, самой первой необходимостью выступает метафизическая, абсолютная, а также логическая и геометрическая необходимость. Она основывается на законах тождества и противоречия, поэтому допускает единственную возможность событий. Лейбниц отмечал и другие особенности необходимости. Он противопоставлял необходимость случайности, понимая её не как субъективную видимость, а как такую объективную связь явлений, которая зависит от свободных решений и от хода процессов во Вселенной. Он понимал её как относительную случайность, носящую объективный характер и возникающую на пересечении определённых необходимых процессов.
В «Новых опытах» (книга 4) Лейбниц дал дедуктивный анализ традиционной логики, показав, что 2-я и 3-я фигуры силлогизма могут быть получены как следствие из модуса Barbara при помощи закона противоречия, а 4-я фигура — с использованием закона обращения; здесь же он дал новую классификацию модусов силлогизма.
Оригинальные логические идеи Лейбница, более всего ценимые сегодня, стали известны только в XX веке. Результаты Лейбница пришлось переоткрывать заново, поскольку его собственный труд был похоронен в грудах рукописей королевской библиотеки в Ганновере.

### Математика
Ряд приёмов решения задач на проведение касательных, отыскание экстремумов и вычисление квадратур был создан ещё до Лейбница, однако в работах его предшественников отсутствовал общий метод, позволяющий распространить исследования, ограниченные преимущественно целыми алгебраическими функциями, на любые дробные и иррациональные и особенно на трансцендентные функции. В этих работах не были сколько-нибудь отчётливо выделены основные понятия анализа, а также не были установлены их взаимосвязи, не имелось развитой и единой символики. Готфрид Лейбниц свёл частные и разрозненные приёмы в единую систему взаимно связанных понятий анализа, выраженных в обозначениях, позволяющих производить действия с бесконечно малыми по правилам определённого алгоритма.
- 1675: Лейбниц создал дифференциальное и интегральное исчисления и впоследствии издал главные результаты своего открытия, опередив Ньютона, который ещё раньше Лейбница пришёл к сходным результатам, но в то время ещё не публиковал их, хотя Лейбницу некоторые из них были известны в частном порядке[11].
- 1684: Лейбниц опубликовал первую в мире крупную работу по дифференциальному исчислению: «Новый метод максимумов и минимумов», причём имя Ньютона в первой части даже не упоминается, а во второй заслуги Ньютона описаны не вполне ясно. Тогда Ньютон не обратил на это внимания. Его работы по анализу начали издаваться только с 1704 года[68]. Впоследствии на эту тему возник многолетний спор между Ньютоном и Лейбницем о приоритете открытия дифференциального исчисления[11].

В работе Лейбница излагаются основы дифференциального исчисления, правила дифференцирования выражений. Используя геометрическое истолкование отношения dy/dx, он кратко разъясняет признаки возрастания и убывания, максимума и минимума, выпуклости и вогнутости (следовательно, и достаточные условия экстремума для простейшего случая), а также точки перегиба. Попутно без каких-либо пояснений вводятся «разности разностей» (кратные дифференциалы), обозначаемые ddv. Лейбниц писал:
То, что человек, сведущий в этом исчислении, может получить прямо в трёх строках, другие учёнейшие мужи принуждены были искать, следуя сложными обходными путями.
- 1686 Впервые в печати ввёл символ {\displaystyle \int } для интеграла (и указал, что эта операция обратна дифференцированию)[8].
- 1692: введено общее понятие огибающей однопараметрического семейства кривых, выведено её уравнение. Теорию огибающих семейства кривых Лейбниц разрабатывал одновременно с X. Гюйгенсом в 1692—1694 годах[18].
- 1693: Лейбниц рассматривал вопрос о разрешимости линейных систем; его результат фактически ввёл понятие определителя[18]. Но это открытие не вызвало тогда интереса, и линейная алгебра возникла только спустя полвека.
- 1695: Лейбниц ввёл показательную функцию в самом общем виде: {\displaystyle u^{v}}. Позже, в 1697 году, Иоганн Бернулли изучал исчисление показательной функции[126].
- 1702: совместно с Иоганном Бернулли Лейбниц открыл приём разложения рациональных дробей на сумму простейших. Это решило многие вопросы интегрирования рациональных дробей[8][18].

В подходе Лейбница к математическому анализу были некоторые особенности. Лейбниц мыслил высший анализ не кинематически, как Ньютон, а алгебраически. В первых работах он, похоже, понимал бесконечно малые как актуальные объекты, сравнимые между собой, только если они одного порядка. Возможно, он надеялся установить их связь со своей концепцией монад. В конце жизни он высказывался скорее в пользу потенциально бесконечно малых, то есть переменных величин, хотя и не пояснял, что он под этим подразумевает. В общефилософском плане он рассматривал бесконечно малые как опору непрерывности в природе. Попытки Лейбница дать строгое обоснование анализа не увенчались успехом, он колебался между различными трактовками бесконечно малых, пытался иногда прибегнуть к неуточнённым идеям предела и непрерывности. Взгляды Лейбница на природу бесконечно малых и на обоснование операций над ними вызвали критику ещё при его жизни, а удовлетворяющее современным научным требованиям обоснование анализа могло быть дано только в XIX веке.

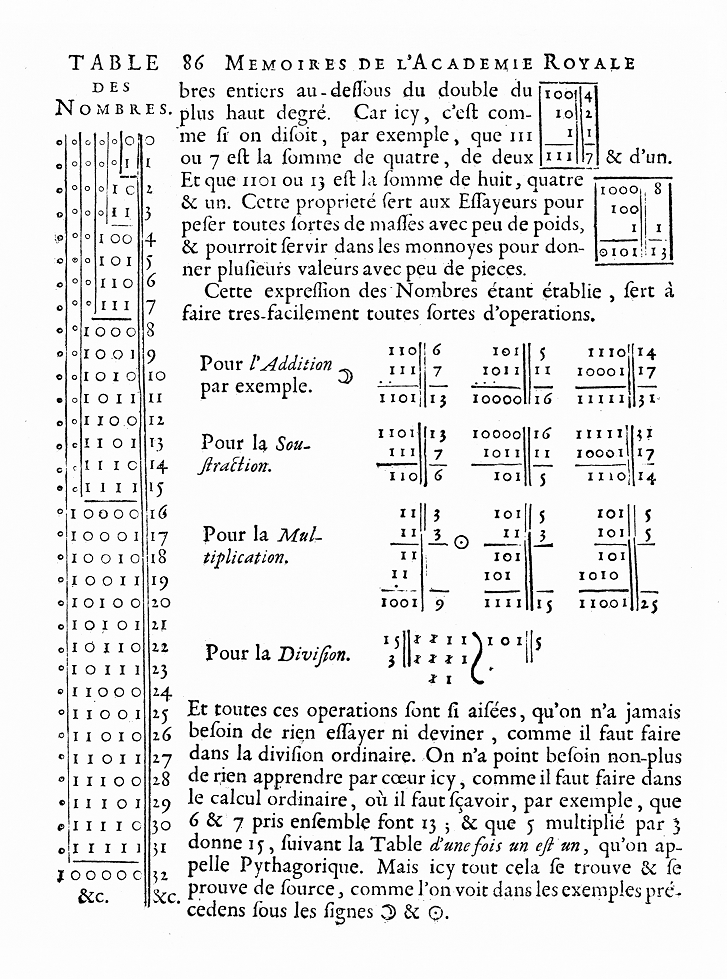
Двоичная система счисления Лейбница. Страница из Explication de l’Arithmétique Binaire

Силу своих общих методов Готфрид Вильгельм Лейбниц показал, решив с их помощью ряд трудных задач. Например, в 1691 году он установил, что подвешенная за два конца тяжёлая гибкая однородная нить имеет форму цепной линии, и, наряду с Исааком Ньютоном, Якобом и Иоганном Бернулли, а также Лопиталем, в 1696 году решил задачу о брахистохроне.
Большую роль в распространении идей Лейбница играла его обширная переписка. Некоторые открытия были изложены Лейбницем лишь в письмах: начала теории определителей в 1693 году, обобщение понятия дифференциала на отрицательные и дробные показатели в 1695 году, признак сходимости знакочередующегося ряда (признак Лейбница, 1682), приёмы решения в квадратурах разных типов обыкновенных дифференциальных уравнений.
Лейбниц ввёл следующие термины: «дифференциал», «дифференциальное исчисление», «дифференциальное уравнение», «функция», «переменная», «постоянная», «координаты», «абсцисса», «алгебраические и трансцендентные кривые», «алгоритм» (в смысле, близком к современному). Хотя математическое понятие функции подразумевалось в тригонометрических и логарифмических таблицах, которые существовали в его время, Лейбниц был первым, кто использовал его явно для обозначения любого из нескольких геометрических понятий, производных от кривой, таких как абсцисса, ордината, тангенс, хорда и нормаль.
Лейбниц сформулировал понятия дифференциала как бесконечно малой разности двух бесконечно близких значений переменной величины и интеграла как суммы бесконечного числа дифференциалов и дал простейшие правила дифференцирования и интегрирования уже в своих парижских рукописных заметках, относящихся к октябрю и ноябрю 1675 года; здесь же у Лейбница впервые встречаются современные знаки дифференциала d и интеграла ∫. Определение и знак дифференциала были даны Лейбницем в опубликованном в 1684 году первом мемуаре по дифференциальному исчислению «Новый метод максимумов и минимумов…». В этом же сочинении были приведены без доказательств правила дифференцирования суммы, разности, произведения, частного, любой постоянной степени, функции от функции (инвариантность первого дифференциала), а также правила отыскания и различения (с помощью второго дифференциала) максимумов и минимумов и отыскание точек перегиба. Дифференциал функции был определён как отношение ординаты к подкасательной, умноженное на дифференциал аргумента, величина которого может быть взята произвольно; вместе с тем Лейбниц указал, что дифференциалы пропорциональны бесконечно малым приращениям величин и что на основании этого легко получить доказательства его правил.
За сочинением 1684 года последовал ряд других сочинений Лейбница, в своей совокупности охватывающих все базовые отделы дифференциального и интегрального исчислений. В этих работах Готфрид Вильгельм Лейбниц дал определение и знак интеграла (1686), подчёркивая взаимно обратный характер обеих главных операций анализа, указал правила дифференцирования общей показательной функции и многократного дифференцирования произведения (формула Лейбница, 1695), а также положил начало интегрированию рациональных дробей (1702—1703). Кроме того, Лейбниц придавал принципиально важное значение применению бесконечных степенных рядов для изучения функций и решения дифференциальных уравнений (1693).
По причине не только более ранних публикаций, но и существенно более удобных и прозрачных обозначений сочинения Лейбница о дифференциальном и интегральном исчислениях оказали на современников значительно большее влияние, чем теория Ньютона. Даже соотечественники Ньютона, долгое время предпочитавшие метод флюксий, постепенно усвоили более удобные обозначения Лейбница.
Лейбниц также описал двоичную систему счисления с цифрами 0 и 1. Современная двоичная система была полностью описана им в работе Explication de l’Arithmétique Binaire. Как человек, увлекающийся китайской культурой, Лейбниц знал о Книге Перемен и заметил, что гексаграммы соответствуют двоичным числам от 0 до 111111; он восхищался тем, что это отображение является свидетельством крупных китайских достижений в философской математике того времени. Лейбниц, возможно, был первым программистом и информационным теоретиком. Он обнаружил, что если записывать определённые группы двоичных чисел одно под другим, то нули и единицы в вертикальных столбцах будут регулярно повторяться, и это открытие навело его на мысль, что существуют совершенно новые законы математики. Лейбниц понял, что двоичный код оптимален для системы механики, которая может работать на основе перемежающихся активных и пассивных простых циклов. Он пытался применить двоичный код в механике и даже сделал чертёж вычислительной машины, работавшей на основе его новой математики, но вскоре понял, что технологические возможности его времени не позволяют создать такую машину. Проект вычислительной машины, работающей в двоичной системе, в которой использовался прообраз перфокарты, Лейбниц изложил в труде, написанном ещё в 1679 году (до того, как он подробно описал двоичную арифметику в трактате 1703 года Explication de l’Arithmétique Binaire). Единицы и нули в воображаемой машине были представлены соответственно открытыми или закрытыми отверстиями в перемещающейся банке, через которую предполагалось пропускать шарики, падающие в желоба под ней. Лейбниц писал также о возможности машинного моделирования функций человеческого мозга.
Лейбниц также опубликовал идею той науки, что сейчас называют топологией (он называл её «геометрией положения», лат. analysis situs).

### Механика и физика
В области физики Лейбниц развивал доктрину, согласно которой пространство, время и движение обладают относительным характером. Его заслугой является введение в механику количественной меры движения — произведения массы тела на квадрат скорости. Эта величина, названная им «живой силой», в противовес подходу Р. Декарта, считавшего мерой движения произведение массы на скорость («мёртвую силу», по определению Лейбница), получила позднее наименование кинетической энергии. Важным примером зрелых физических взглядов Лейбница является его сочинение «Очерк динамики» («Specimen Dynamicum»), 1695.
Частично использовав результаты Х. Гюйгенса, Лейбниц открыл закон сохранения «живых сил», дав, таким образом, первую формулировку закона сохранения энергии. Ему, кроме того, принадлежит идея о превращении одних видов энергии в другие.
Принимая за основу философский принцип оптимальности всех действий природы, Готфрид Вильгельм Лейбниц сформулировал один из важнейших вариационных принципов физики — «принцип наименьшего действия», названный впоследствии «принципом Мопертюи». Лейбниц также совершил ряд открытий в специальных разделах физики: в теории упругости, теории колебаний, в частности, вывел формулу для расчёта прочности балок (формула Лейбница).
Подобно атомистам и картезианцам, Лейбниц не принимал идеи всемирного тяготения Исаака Ньютона. По мнению Лейбница, «собственно притяжение тел является чудом для рассудка, так как оно необъяснимо их природой»;
в соответствии с представлениями Лейбница, всякое изменение состояния тел, то есть переход их из состояния движения в состояние покоя и наоборот, должно быть обусловлено воздействием других тел, непосредственно соприкасающихся или сталкивающихся с данным телом. Лейбниц говорил следующее:
Было бы странным заблуждением, если бы всей материи придавали тяжесть и считали бы её действенной по отношению ко всякой другой материи, как если бы все тела взаимно притягивались в соответствии со своими массами и расстояниями, то есть обладали бы именно притяжениями в собственном смысле, которые нельзя сводить к результатам скрытого толчка тела. Тяготение чувственно воспринимаемых тел к центру Земли предполагает, напротив, движение какой-то среды в качестве причины. Это же относится и к другим видам тяготения, например, к тяготению планет к Солнцу и друг к другу. Тело естественным образом не может быть приведено в движение иначе, чем посредством другого тела, прикасающегося к нему и таким образом побуждающего его к движению, и после этого оно продолжает своё движение до тех пор, пока соприкосновение с другим телом не воспрепятствует этому. Всякое другое воздействие на тела должно быть рассматриваемо или как чудо, или как чистое воображение.
Тяжесть земных тел и тяготение небесных Готфрид Вильгельм Лейбниц объяснял с помощью движения среды, в частности эфирной, следуя в этом отношении за концепцией вихрей Декарта. Ньютоновский принцип тяготения как действия тел на расстоянии Лейбниц квалифицировал как чудо или «нелепость вроде оккультных качеств схоластиков, которые теперь снова преподносятся нам под благовидным названием сил, но которые ведут нас обратно в царство тьмы».

### История
Готфрид Вильгельм Лейбниц первым обратился к вопросу о возникновении российской правящей династии, который связывался в первую очередь с проблемой образования Древнерусского государства. Лейбниц начал свою работу с вопросов происхождения генеалогий.
В первую очередь Лейбница интересовали корни русской царской фамилии, и он понимал, что эти корни уходят в глубокую древность. 26 июля 1697 года Лейбниц писал графу Палмиери:
… Я желал бы узнать различные подробности как насчёт родословного происхождения царя, о чём у меня есть таблица, так и насчёт этнографического различия подвластных ему народов. Родословное древо, о котором я говорю, показывает, как Михаил Фёдорович, первый великий царь ныне царствующей ветви, происходит по прямой мужской линии от того же самого родоначальника, от которого происходила прекратившаяся теперь ветвь царей.
Вопрос о корнях русской правящей династии в представлении того времени был напрямую связан с вопросом об этническом происхождении Рюрика. Готфрид Вильгельм Лейбниц собрал и систематизировал для этого большое количество материалов по древнерусской истории, оставив интересную переписку. В своём письме от 15 апреля 1710 года к Ла-Крозу Лейбниц писал, что рассматривает область варягов как область Вагрия в окрестностях Любека. Позднее эта область была подчинена норманнами и датчанами. По предположению Лейбница, само слово «варяг» представляет собой искажённое производное от названия Вагрия.
Несмотря на то что Лейбниц выводил Рюрика из области Вагрия, он называл его «благородным датским сеньором» на том основании, что имя Рюрик «часто употребляется у датчан и других северных германцев».
О вендах, которые населяли Северную Германию, Лейбниц писал в письме генералу Брюсу от 23 ноября 1712 года.
После женитьбы царевича Алексея на Брауншвейг-Люнебургской принцессе немецкий историк И. Г. Экхарт начал возводить родословные к византийскому императору Константину Багрянородному. Экхарт был сотрудником и помощником Лейбница. В целом идеи об «устойчивой дружбе» между Российской и Германской империями позже были развиты в работе С. Трейера. В 1734 году его публикация была переиздана в Петербургской Академии наук. Вслед за Лейбницем он предполагал, что Рюрик вёл своё происхождение из гольштинской Вагрии.

### Эстетика
Г. Лейбниц стоял у истоков философской эстетики и повлиял на эстетику немецкого Просвещения (Баумгартен и др.). В его учении оформилось характерное для немецкой рационалистической философии и эстетики докантовского периода значение «символа» и «символического».
Особенно важную роль сыграли две его ключевые идеи: во-первых, это характеристика чувственного восприятия как ясного; но оно не так ясно, как отчётливое восприятие вещей, которые могут, в принципе, быть осознаваемы интеллектом. И во-вторых, это характеристика удовольствия как чувственного восприятия совершенства вещей. Концепция Лейбница чувственного восприятия была представлена в работе 1684 г. «Размышления о познании, истине и идеях». Там Лейбниц утверждает, что «познание ясно тогда, когда я имею то, по чему я могу узнать представляемый предмет», но оно «смутно, если я не могу по отдельности перечислить признаки, достаточные для отличения этого предмета от другого, — хотя предмет этот действительно обладает такими признаками и реквизитами, на которые может быть разложено его понятие». И наоборот, познание и ясно, и отчётливо, когда возможно не только отличить его объект от других, но и перечислить его «признаки» или качества, на которых базируется отличие. Затем Лейбниц говорит, что чувственное восприятие — это ясное, но неотчётливое или смутное познание, и иллюстрирует свой главный тезис о чувстве восприятия замечанием о восприятии искусства и суждении о нём: «Подобным образом живописцы и другие творцы искусства очень хорошо знают, что сделано хорошо, а что — плохо, но основания своего суждения они часто не в состоянии дать, а на вопрос отвечают, что в предмете, который им не нравится, чего-то не хватает».
Вторая идея, повлиявшая на дальнейшее развитие эстетики (Вольф и др.) — это идея, что удовольствие само по себе — это чувственное восприятие совершенства, существующего в объекте. Для Лейбница и его последователей есть лишь один смысл, в котором все свойства реально существующих объектов могут быть расценены как совершенства, так как они считали, что реальный мир — единственный, выбранный Богом для существования среди всех возможных миров именно потому, что он наиболее совершенен; и поэтому каждый предмет и все его свойства должны в каком-то смысле способствовать совершенству мира. Но они также использовали понятие совершенства в более привычном смысле, в котором некоторые реальные объекты имеют особые совершенства, которых нет у других, и это именно то чувство совершенства, о котором говорит Лейбниц, когда утверждает, что удовольствие — это ощущение безупречности или совершенства, неважно, в себе ли или в чём-либо другом. Для названия «совершенство» в другом существе приемлемо что-то вроде понимания, отваги или, особенно, красоты в человеке, или в животном, или даже в безжизненном творении, картине или произведении искусства.
Лейбниц также считал, что совершенство, воспринимаемое нами в других объектах, в каком-то смысле связано с нами, несмотря на то, что он не говорит, что наше удовольствие в восприятии совершенства в действительности направлено на самосовершенствование.

### Лингвистика
Вкладом Готфрида Вильгельма Лейбница в языкознание стала теория исторического происхождения языков и их генеалогическая классификация, а также развитие учения о происхождении названий. Лейбниц отверг преобладавший в то время «библейский» взгляд на языковое многообразие, согласно которому все наречия восходят к древнееврейскому языку, кроме того, он обратил внимание на историческую близость между некоторыми языками (такими, как германские и славянские, финский и венгерский, тюркские языки).
Лейбниц по праву считается одним из творцов немецкого философского и научного лексикона. Готфрид Вильгельм Лейбниц писал на разных языках, в первую очередь на латинском (~40 %), французском (~30 %) и немецком (~15 %).

### Биология
В сфере биологии Лейбниц выдвинул идею об органических системах как о целостности, кроме того, он ввёл принцип несводимости органического к механическому.
Когда в июне 1692 года в каменоломне близ Тиде был найден огромный доисторический скелет, Лейбниц на основе зуба установил, что это скелет мамонта или морского слона.
Накопленный материал в области палеонтологии Готфрид Вильгельм Лейбниц обобщил в неопубликованной при жизни работе «Протогея» (1693), в которой также высказал тезис об эволюции Земли. Эволюционная доктрина, отстаиваемая Лейбницем, трактовалась им, однако, в механистическом ключе, эволюция понималась как непрерывное развёртывание преформированных зародышей. На основе принципа непрерывности Лейбниц дал одну из первых в новой философии формулировок идеи всеобщей связи сущего: «Всё во вселенной находится в такой связи, что настоящее всегда скрывает в своих недрах будущее, и всякое данное состояние объяснимо естественным образом только из непосредственно предшествовавшего ему». Основываясь на этом положении, Лейбниц пришёл к выводу об органическом родстве всех живых существ и о их связи с неорганической природой. Этой постановкой вопроса Лейбниц, несмотря на ошибочность представления о существовании зоофитов, то есть животно-растений, сделал шаг к диалектическому пониманию природы, однако его концепция развития отрицала скачкообразность и абсолютизировала принцип непрерывности. Согласно Лейбницу, развитие происходит только из первоначальных форм в «малых перцепциях» монады путём бесконечно малых изменений. Готфрид Вильгельм выдвинул преформистское учение о постепенном развитии живой природы из вечно существующих зародышей и отрицал наличие скачков в её эволюции. Он писал следующее: «Мы признаём, что через посредство одного только переместительного движения можно объяснить все остальные материальные явления».

### Психология
В области психологии вкладом Готфрида Вильгельма Лейбница явилось введение понятия о бессознательных «малых перцепциях» («малых восприятиях») и развитие доктрины бессознательной психической жизни. В разработанной им концепции «малых перцепций» он разделил понятия психики и сознания, признавая, что существуют смутно осознаваемые и совсем не осознаваемые психические процессы. По Лейбницу, бессознательные «малые восприятия» подобны дифференциалу: только бесконечно большее их число, будучи суммированным, даёт конечную, то есть различимую нами, величину, тогда как каждое малое восприятие, взятое в отдельности, не достигает порога сознания. Создавая учение о бессознательной деятельности души, в том числе и души разумной, Готфрид Вильгельм пытался решить проблему, возникающую с допущением некоего подобия душ также и в неживой природе. Теория бессознательных восприятий и влечений оказала влияние на дальнейшее развитие философской мысли — от Шеллинга до Шопенгауэра, Эдуарда Гартмана и 3игмунда Фрейда. Лейбниц также ввёл в психологию понятие апперцепции, под которой он понимал форму активности души, проявляющуюся уже в процессе элементарных ощущений.

## Лейбниц как дипломат и юрист
Готфрид Вильгельм Лейбниц был видным общественным деятелем Германии, отразившим взгляды прогрессивной, но нерешительной немецкой буржуазии, действовавшей в условиях феодальной раздробленности путём компромисса с «просвещённым» абсолютизмом немецких князей. В качестве дипломата и юриста Лейбниц отстаивал принципы национального единства немецких государств и начала естественного права. Готфрид пытался связать воедино правовое и полицейское государство, идеи демократии и абсолютизма. Согласно Лейбницу, государство образуется путём общественного договора. При этом субъектом власти выступает само государство, а не личность правителя. Лейбниц близко подошёл к идее народного суверенитета. Он различает три ступени естественного права или справедливости: строгое право, равенство, благочестие и праведность.
Лейбниц, занимаясь социальными вопросами, составил предложения о реформе податной системы, уничтожении барщины, крепостного права и введении общинного самоуправления. Как мыслитель, он склонялся к компромиссу с официальной религиозной идеологией, одновременно выступая и против богословской ортодоксии, и против материализма и атеизма. Ленин отмечал у Лейбница «…примирительные стремления в политике и религии». Лейбниц стремился примирить враждующие курфюршества и дворы, католическую и протестантскую церкви, религию и естествознание, идеализм и материализм (на базе объективного идеализма), а также априоризм с эмпиризмом.

## Изобретения
В 1673 году, после знакомства с Христианом Гюйгенсом, Лейбниц создал механический калькулятор (арифмометр), выполняющий сложение, вычитание, умножение и деление чисел, а также извлечение корней и возведение в степень. Машина была продемонстрирована во Французской академии наук и Лондонском королевском обществе.
Лейбниц подсказал Дени Папену конструкцию паровой машины (цилиндр и поршень). Сам Готфрид Лейбниц с переменным успехом пытался создать паровой насос на рубеже XVII и XVIII веков наряду с Христианом Гюйгенсом.
Лейбниц мог за неделю предложить с полдюжины гениальных идей: от подводной лодки до абсолютно новой формы часов, от новаторской модели фонарика до повозки, которая могла двигаться с такой же скоростью, как и современные автомобили (даже во времена, когда дороги представляли собой колейные пути), однако ни одно из этих изобретений так и не было завершено. Как инженер, Лейбниц работал над вычислительными машинами, часами и даже над оборудованием для горнодобывающей промышленности. Как библиотекарь, он более или менее изобрёл современное представление о каталогизации.
Среди изобретений Лейбница можно также отметить:
- проектирование оптических приборов и гидравлических машин[8];
- работу над созданием «пневматического двигателя»[8].

## Почести

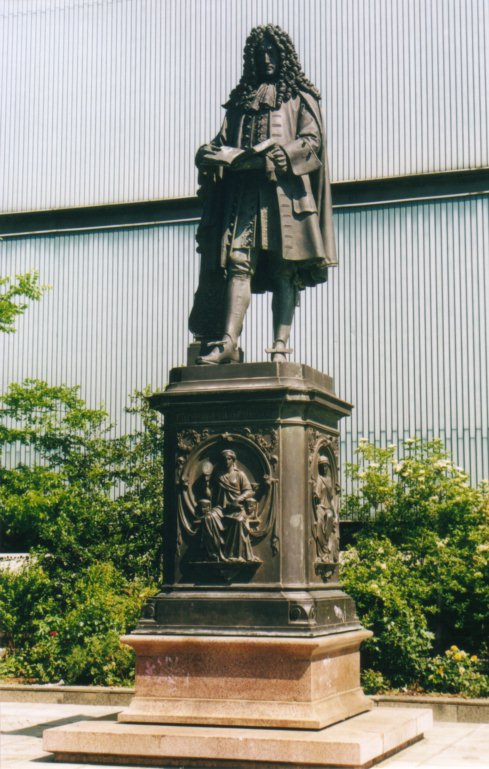
Памятник Готфриду Вильгельму Лейбницу в Лейпциге работы Эрнста Хенеля (фотография 2005 года)

Лейбниц стал первым гражданским лицом Германии, которому был воздвигнут памятник.
Статуи Готфрида Вильгельма Лейбница:

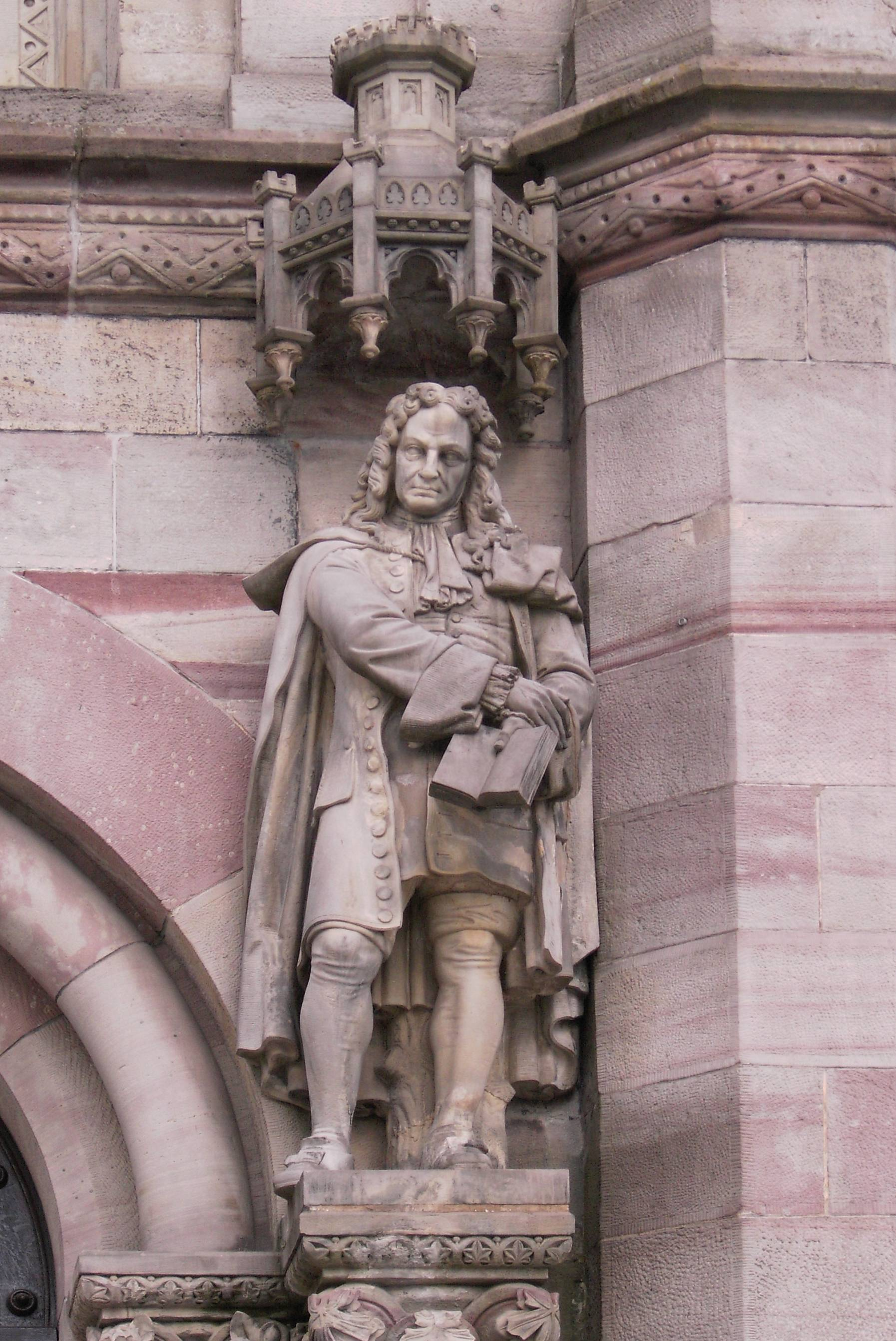
Статуя Лейбница в Гёттингене
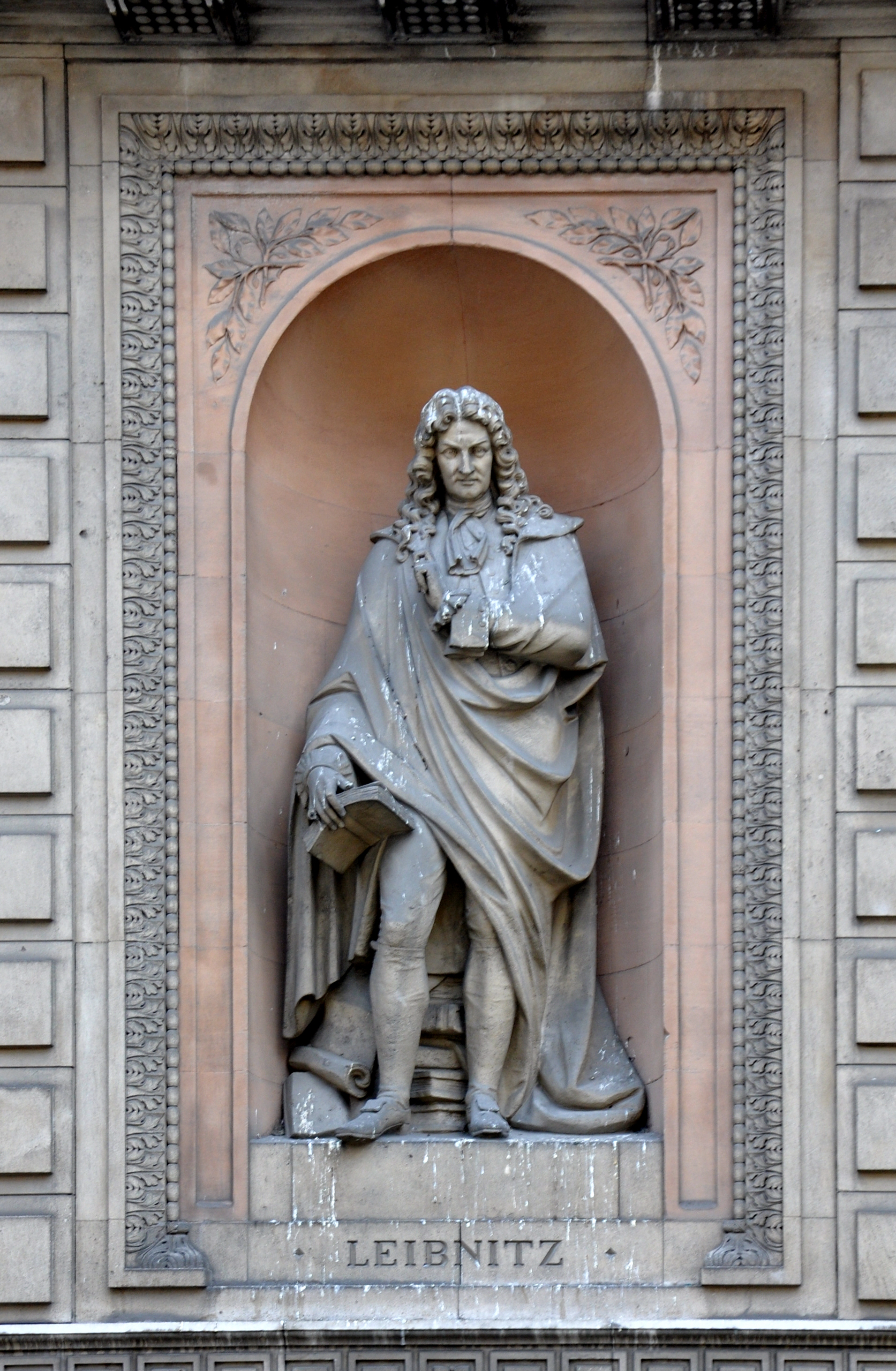
Статуя Лейбница в Лондоне
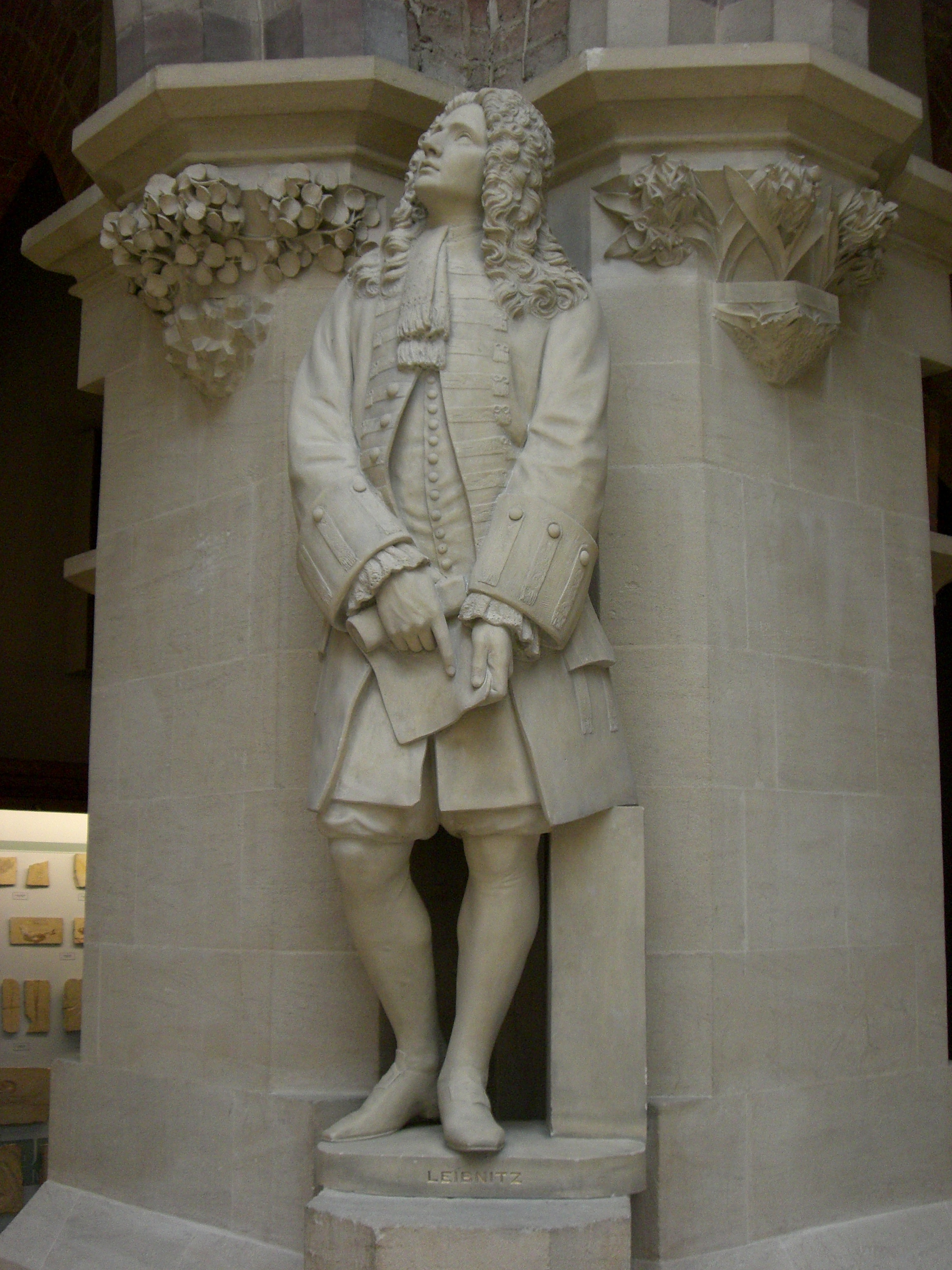
Статуя Лейбница в Музее естественной истории Оксфордского университета

Монеты с изображением Готфрида Вильгельма Лейбница:

Немецкие почтовые марки, посвящённые Лейбницу:

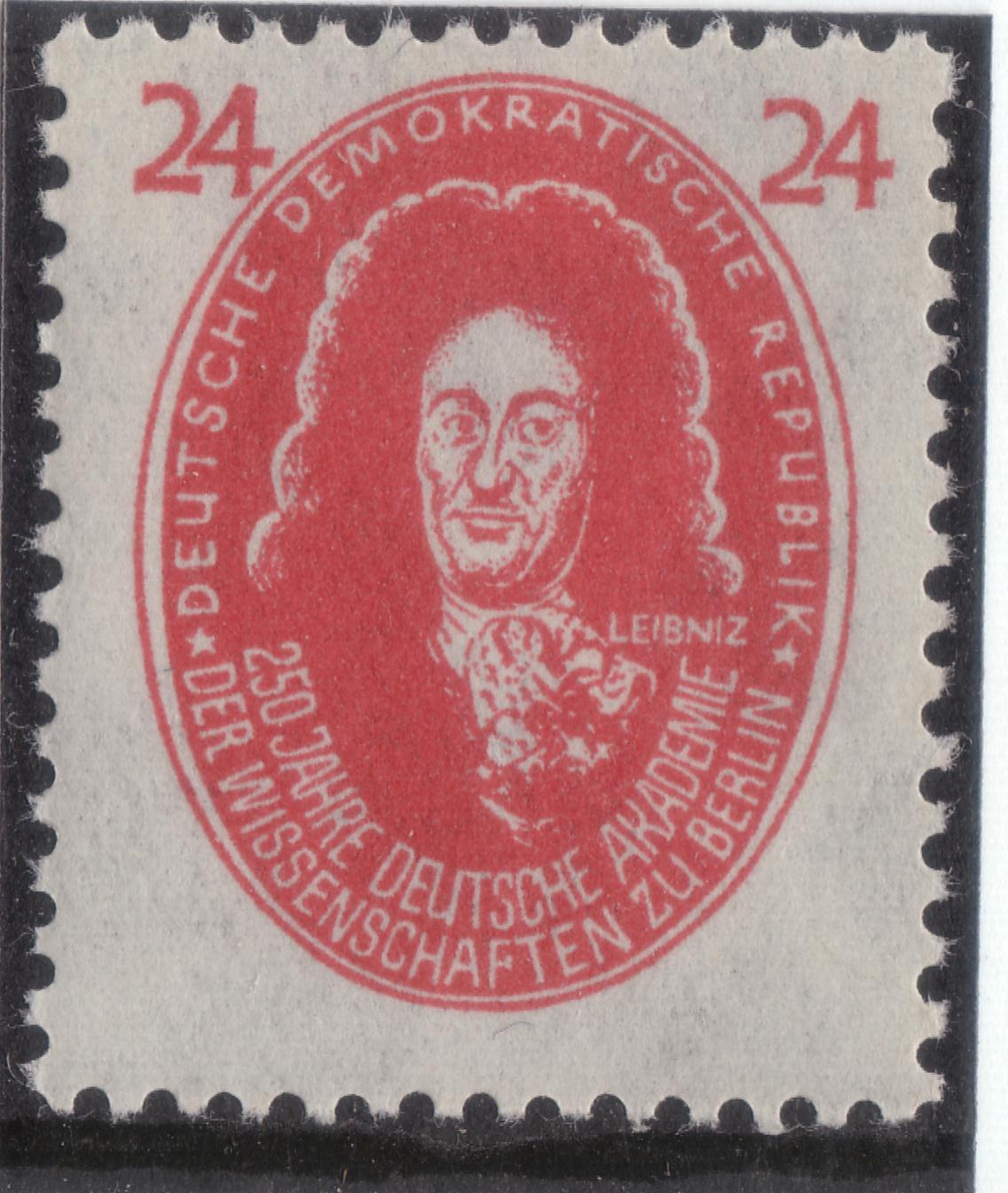
(выпущена 2 марта 1950 года)

В честь Лейбница получили название:

### Теоремы
- Теорема Лейбница (геометрия) — о медианах;
- Теорема Лейбница о сходимости знакочередующихся рядов.

### Формулы
- Формула Ньютона-Лейбница основная формула (теорема) математического анализа;
- Формула Лейбница дифференцирования интеграла с переменными пределами;
- Формула Лейбница кратного дифференцирования произведения двух функций;
- Формула Лейбница для медианы тетраэдра;
- Формула Лейбница для определителей.

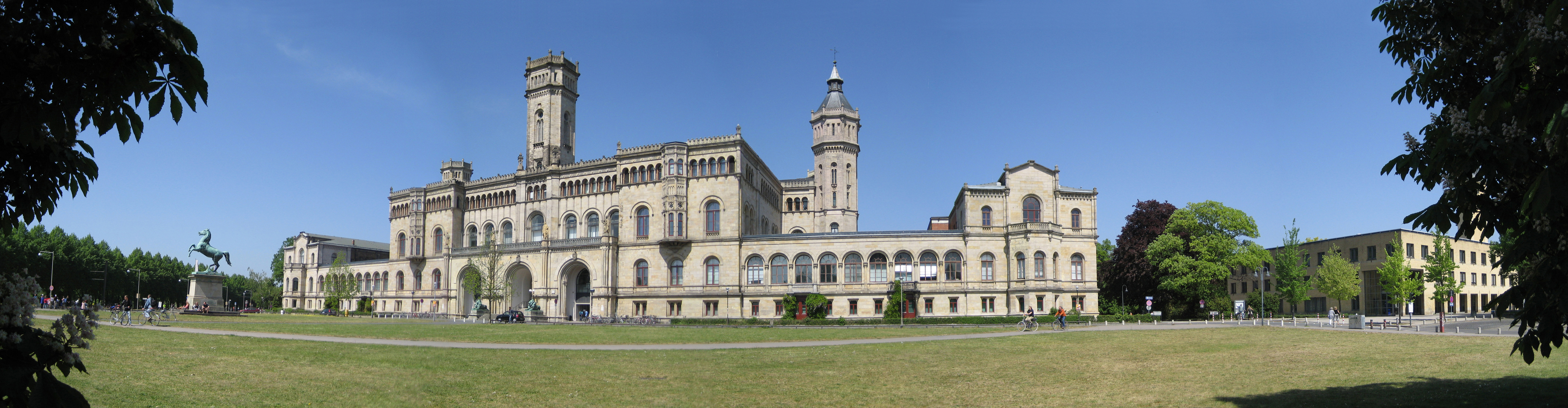
Ганноверский университет. 2007 год

### Объекты
- Кратер на Луне;
- Малая планета (5149) Leibniz;
- Ганноверский университет в Ганновере.

### Прочее
- Печенье Leibniz;
- Лейбницева алгебра[англ.];
- Нотация Лейбница;
- Оператор Лейбница[англ.];
- Премия имени Лейбница;
- Ряд Лейбница для числа пи;
- Тождество Лейбница для дифференциальных операторов;
- Ассоциация Лейбница;
- Род растений Лейбниция (лат. Leibnitzia) семейства Астровые[155].

## Сочинения

### Основные философские сочинения
- «Рассуждение о метафизике» (Discours de métaphysique)[156], 1685[8] или 1686[10][11], издание 1846[8][10].
- «Новая система природы и общения между субстанциями, а также о связи, существующей между душою и телом» (Système nouveau de la nature et de la communication des substances, aussi bien que de l’union qu’il y a entre l' âme et le corps), 1695[10].
- «Новые опыты о человеческом разумении» (Nouveaux essais sur l’entendement humain par l’auteur du système de l’harmonie préetablie), 1704, издание 1765[10].
- «Опыты теодицеи о благости Божией, свободе человека и начале зла» (Essais de théodicée sur la bonté de Dieu, la liberté de l’homme et l’origine du mal), 1710[10].
- «Монадология» (La Monadologie), 1714[10], издание 1720[8].

### Основные математические сочинения
- «Об истинном отношении круга к квадрату» (1682)[8].
- «Новый метод максимумов и минимумов» (1684)[8].
- «О скрытой геометрии и анализе неделимых…» (1686)[8].

### Основные сочинения по физике
- «Новая физическая гипотеза» (1671)[11].
- «Доказательство памятной ошибки Декарта» (1686)[8].
- «Очерк динамики» (1695)[8].

### Политические и юридические сочинения
- «Трактат о праве…» (1667)[8].
- «Христианнейший Марс…» (1680)[8].
- «Кодекс международного дипломатического права» (1693)[8].

### Другие сочинения
- «Об искусстве комбинаторики» (1666)[8].
- «Протогея» (Protogaea), ок. 1693, издание 1748[52].

### Переводы сочинений на русский язык
- Лейбниц Г. В. Сочинения, в четырёх томах. Серия: Философское наследие. М.: Мысль.
  - Том 1. Метафизика. «Монадология». 1982. — 636 стр.
  - Том 2. «Новые опыты о человеческом разумении». 1983. — 686 стр.
  - Том 3. Теория познания, методология, логика и общая теория науки. 1984. — 734 стр.
  - Том 4. «Опыты теодицеи о благости Божией, свободе человека и начале зла». 1989. — 560 стр.
- Лейбниц Г. В. О свободе от необходимости в выборе. Перевод и примечания О. М. Башкиной под редакцией В. Л. Иванова // EINAI: Проблемы философии и теологии". Том 3, № 1/2 (5/6) 2014
- Лейбниц Г. В. Исповедание природы против атеистов, 1668. Перевод с нем. под ред Василия Преображенского, 1892 / См.: Лютер, Мартин. О свободе христианина. [Сборник]. Уфа: ARC, 2013. С. 193—203. ISBN 978-5-905551-05-5
- Лейбниц Г. В. Математические работы в переводе А. П. Юшкевича // Успехи математических наук, т. 3, в. 1 (23).
- О приумножении наук (архив)  (недоступная ссылка с 13-05-2013 [4464 дня] — история).
- Лейбниц Г. В. Письма и эссе о китайской философии и двоичной системе исчисления. Предисловие, переводы и примечания В. М. Яковлева. М., 2005. — 404 с. ISBN 5-201-02133-6.
- Лейбниц Г. В. Труды по философии науки. — М.: Либроком, 2010. — 178 с. — (Из наследия мировой философской мысли. Философия науки). — ISBN 978-5-397-01388-8.
- Цифровая библиотека по философии.
- Лейбниц Г. В. Монадология. — М.: Рипол-классик, 2023. — 200 с. — (Librarium). — ISBN 978-5-386-10561-7.

### Аудиотека
- «Письмо к Гоббсу» (Lettre à Thomas Hobbes) (13/22.07.1670 г.) (рус.)
- «О первой материи» (Materia prima) (1670/1671 гг.) (рус.)
- «Есть Совершеннейшее Существо» (Quod Ens Perfectissimum existit) (ноябрь 1676 г.) (рус.)
- «Существуют две секты натуралистов» (Il y a deux sectes des Naturalistes) (1679/1680 г.) (рус.)
- «О свободе и необходимости» (De libertate et necessitate) (1680/1684) (рус.)
- «Рассуждение о метафизике» (Discours de métaphysique) (1686) (рус.)
- «Новая система природы и общения между субстанциями, а также о связи, существующей между душою и телом» (Système nouveau de la nature et de la communication des substances, aussi bien que de l’union qu’il y a entre l'âme et le corps) (рус.)
- «Порядок есть в природе» (Ratio est in Natura) (рус.)
- «Свидетельство природы против атеистов (Confessio naturæ contra atheistas) (1686)» (рус.)
- «Об усовершенствовании первой философии и о понятии субстанции» (De primæ philosophiæ emendatione et de notione substantiæ) (1694) (рус.)
- «О предопределённости» (Von dem Verhängnisse) (1695) (рус.)
- «О глубинном происхождении вещей» (De rerum originatione radicali) (1697) (рус.)
- «О САМОЙ ПРИРОДЕ, или природной силе и деятельности творений. Для подтверждения и пояснения начал динамики» (DE IPSA NATURA, sive de vi insita actionibusque creaturarum, pro dynamicis suis confirmandis illustrandisque) (1698) (рус.)
- «Письмо к Пьеру Бейлю» (Lettre à Pierre Bayle) (05.12.1702) (рус.)
- «Письмо к Косту „O необходимости и случайности“» (Lettre à Mr. Coste «De la nécessité et contingence») (19.12.1707) (рус.)
- «Материя, взятая в себе» (Materia in se sumpta) (≈1710) (рус.)
- «Опыты теодицеи о благости Божией, свободе человека и начале зла. Предисловие» (Essais de Théodicée sur la bonté de Dieu, la liberté de l’homme et l’origine du mal. Préface) (1710) (рус.)
- «Начала природы и благодати, основанные на разуме» (Principes de la nature et de la grâce fondés en raison)(≈1714) (рус.)
- «Монадоло́гия» (Monadologie)(≈1714) (рус.)

## Комментарии
1. ↑  Лейбниц родился в Лейпциге 21 июня (1 июля) 1646 года, протестанты считали в то время по старому стилю; его отец умер 5 сентября 1652 года.
2. ↑  Гносеологические идеи Лейбница изложены в его работе «Новые опыты о человеческом разумении», название которой отсылает к сочинению Локка «Опыт о человеческом разумении».

### Биография
- Лейбниц, Готфрид Вильгельм : [арх. 22 сентября 2022] / Гайденко П. П. // Лас-Тунас — Ломонос. — М. : Большая российская энциклопедия, 2010. — С. 170—173. — (Большая российская энциклопедия : [в 35 т.] / гл. ред. Ю. С. Осипов ; 2004—2017, т. 17). — ISBN 978-5-85270-350-7.
- Герье В. И. Лейбниц и его век: Отношения Лейбница к России и Петру Великому. — СПб.: Наука, 2008. — ISBN 978-5-02-026942-2. (Слово о сущем; Т.75).
- Погребысский И. Б. Готфрид Вильгельм Лейбниц. — Изд. 2-е, перераб. и доп. — М.: Наука, 2004. — 270 с. — ISBN 5-02-032752-2.
- Джон Дж. О’Коннор и Эдмунд Ф. Робертсон. Лейбниц, Готфрид Вильгельм (англ.) — биография в архиве MacTutor.

### Философия Лейбница
- Аудиокниги по философии Г. В. Лейбница (рус.)
- Альманах «Философский век». «Лейбниц и Россия». СПб., 1996.
- Каринский Вл. Умозрительное знание в философской системе Лейбница. — СПб., 1912.
- Нарский И. С. Готфрид Лейбниц. — М.: Мысль, 1972. — 239 с. — (Мыслители прошлого). — 40 000 экз.
- Серебреников В. С. Лейбниц и его учение о душе человека. — СПб., 1908. С.X + 366.
- Соловьев Н. «Теодицея» Лейбница, рассматриваемая в связи с его метафизическим учением. — Харьков, 1904.
- Сретенский Н. Н. Лейбниц и Декарт. Критика Лейбницем общих начал философии Декарта: Очерк по истории философии./Послесл. Е. Малышкина, Д. Куницына. — СПб.: Наука, 2007. — 183 с. — ISBN 5-02-026941-7.
- Фишер Куно. История новой философии. Т.III. Лейбниц, его жизнь, сочинения и учение. — СПб., 1905.
- Фишер К. История новой философии: Готфрид Вильгельм Лейбниц: Его жизнь, сочинения и учение. — М.: АСТ, Транзиткнига, 2005. — 734 с. — 3000 экз. — ISBN 5-17-028917-0. — ISBN 5-9578—2266-3.
- Петрушенко Л. А. Философия Лейбница на фоне эпохи. — М.: Альфа-М, 2009. — 510 с.
- Ягодинский Ив. Ив. Философия Лейбница. Процесс образования системы. Первый период, 1659—1672. — Казань, 1914. Репринт — СПб., 2007.

### Научная деятельность
- Белл Э. Т. Творцы математики. — М.: Просвещение, 1979. — 256 с.
- Большая советская энциклопедия: В 30 т. — М.: Советская энциклопедия, 1969—1978.
- Энциклопедия Кольера. — Открытое общество, 2000.
- Большой Энциклопедический словарь. — 2000.
- Васильев В. В. Лейбниц // Большая энциклопедия Кирилла и Мефодия. — 2004.
- Гайденко П. П. Лейбниц // Новая философская энциклопедия : в 4 т. / пред. науч.-ред. совета В. С. Стёпин. — 2-е изд., испр. и доп. — М. : Мысль, 2010. — 2816 с.
- Философский энциклопедический словарь. — М.: Советская энциклопедия, 1989.
- Новейший философский словарь / Сост. А. А. Грицанов. — Минск: Изд. В. М. Скакун, 1998. — 896 с.
- Философская Энциклопедия. В 5 т. Под редакцией Ф. В. Константинова. — М.: Советская энциклопедия, 1960—1970.

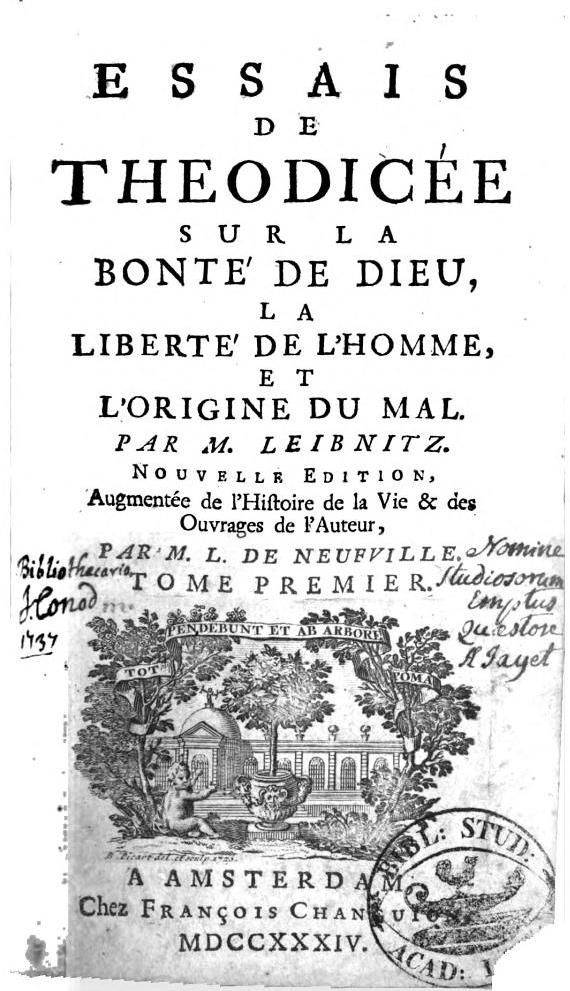
Титульный лист работы Лейбница «Опыты теодицеи», версия 1734 года

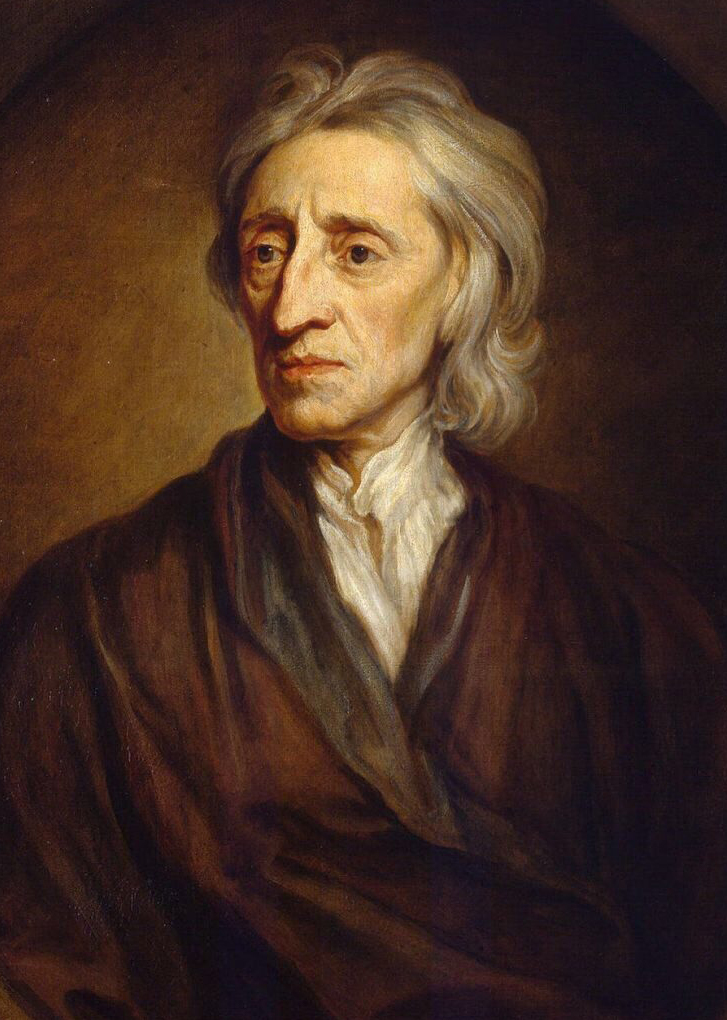
Джон Локк. Портрет кисти Готфрида Кнеллера (1697)

- Философский энциклопедический словарь. Гл. редакция: Л. Ф. Ильичёв, П. Н. Федосеев, С. М. Ковалёв, В. Г. Панов. — М.: Советская энциклопедия, 1983. — 840 с.
- Философия: Энциклопедический словарь. Под редакцией А. А. Ивина. — М.: Гардарики, 2004. — ISBN 5-8297-0050-6.
- История математики под редакцией А. П. Юшкевича в трёх томах, М.: Наука. Том 2. Математика XVII столетия. (1970) Архивная копия от 18 сентября 2011 на Wayback Machine
- Хал Хеллман. Великие противостояния в науке. Десять самых захватывающих диспутов — Глава 3. Ньютон против Лейбница: Битва титанов = Great Feuds in Science: Ten of the Liveliest Disputes Ever. — М.: «Диалектика», 2007. — С. 320. — ISBN 0-471-35066-4.

### Политические и правовые воззрения
- Кембаев Ж. М. «Египетский план» Готфрида Вильгельма Лейбница как один из этапов развития политических и правовых теорий объединения европейских государств // История государства и права. — 2010. — № 2. — С. 42—45.
- Гуманистическая наука по Лейбницу и назначение академий. Под редакцией В. Кальтенбахера и А. А. Россиуса. Переводы А. А. Россиуса. — Москва-Неаполь: Cecom, 2010. — 114 с.